# Portugalsko
Portugalsko (portugalsky  Portugal), plným názvem Portugalská republika (portugalsky República Portuguesa), je stát ležící na Pyrenejském poloostrově v jihozápadní Evropě, jehož území zahrnuje také makaronéská souostroví Azory a Madeiru. Nachází se zde nejzápadnější bod kontinentální Evropy a jeho iberská část hraničí na západě a jihu s Atlantským oceánem a na severu a východě se Španělskem, které jako jediné má s Portugalskem pozemní hranici. Sever země je hornatý, ve vnitrozemí s náhorními plošinami, jih je převážně rovinatý; panuje zde středomořské podnebí, na severu teplé, na jihu horké. Jeho souostroví tvoří dva autonomní regiony, kontinentální část se dělí na 18 distriktů, na ploše asi 92 000 km² žije 10,6 milionu obyvatel. Hlavním a největším městem je Lisabon, mezi další velká města patří  Porto, Vila Nova de Gaia,  Amadora a Braga. Většina obyvatel jsou Portugalci, nejvíce cizinců jsou Brazilci, úředním jazykem je portugalština a čtyři pětiny obyvatel se hlásí ke katolické církvi.
Je to jedna z nejstarších zemí Evropy, přičemž její území bylo nepřetržitě osídlováno, napadáno a bojovalo se o něj již od pravěku. Území obývaly keltské a iberské národy, například Lusitánové, Galové, Keltové, Turdulové a Kinetové. Tyto národy měly obchodní a kulturní kontakty  s Féničany, starými Řeky a Kartaginci. Později ho ovládli Římané, následovaly invaze germánských národů (především Svébů a Vizigótů) spolu s Alany a později s Maury, kteří byli nakonec vyhnáni během reconquisty. Země byla založena nejprve jako hrabství v rámci Leónského království v roce 868, oficiální nezávislost jako Portugalské království získala smlouvou ze Zamory v roce 1143. Portugalsko uskutečnilo četné objevy a námořní průzkumy za hranice severního Atlantiku a v 15. a 16. století vytvořilo jednu z nejdéle existujících námořních a obchodních říší, která se stala jednou z hlavních hospodářských a politických mocností té doby. Na konci 16. století Portugalsko bojovalo se Španělskem ve válce o nástupnictví portugalské koruny, což vedlo ke vzniku Pyrenejské unie. Po období značných portugalských ztrát byla v roce 1640 v důsledku Portugalské restaurační války za samostatnost (Guerra da Restauração) znovunastolena na trůn dynastie Braganzů.
Do počátku 19. století vedla kumulativní krize, události jako lisabonské zemětřesení v roce 1755, okupace země během napoleonských válek a následné vyhlášení nezávislosti Brazílie v roce 1822 k výraznému úpadku dřívějšího portugalského bohatství, po němž následovala občanská válka mezi liberálními konstitucionalisty a konzervativními absolutisty o královské nástupnictví, která probíhala v letech 1828–1834. Revoluce v roce 1910 svrhla staletou portugalskou monarchii a nastolila demokratickou, ale nestabilní První portugalskou republiku, kterou později vystřídal autoritářský režim Estado Novo (Nový stát). Demokracie byla obnovena po karafiátové revoluci (1974), která ukončila portugalskou koloniální válku a nakonec vedla ke ztrátě i zbývajících koloniálních držav.
Portugalsko je unitárním státem a parlamentní demokracií s poloprezidentským systémem, zákonodárným orgánem je jednokomorový parlament. Je to rozvinutá země s vyspělou ekonomikou, v indexu lidského rozvoje se umístila na 38. místě. Portugalsko zanechalo na celém světě hluboký kulturní, architektonický a jazykový vliv, a jeho dědictvím je přibližně 250 milionů portugalsky mluvících lidí po celém světě. Portugalsko je členem Organizace spojených národů, Evropské unie, schengenského prostoru a Rady Evropy, je také jedním ze zakládajících členů Severoatlantické aliance, eurozóny, Organizace pro hospodářskou spolupráci a rozvoj a Společenství portugalsky mluvících zemí.

## Název státu
Název země vzešel z římského označení Portus Cale. Cale bylo označení původní osady v ústí řeky Douro. Toto území získali kolem roku 200 př. n. l. Římané od Kartága v průběhu Druhé punské války. Vizigóti pak ve středověku upravili název území na Portucale, které později dalo vzniknout jménu Portugale čili Portugalsko. V 9. století pojem Portugalsko zahrnoval území cca mezi řekami Minho a Douro. Z názvu Portucale/Portugale bylo jeho zkrácením odvozeno taktéž dnešní jméno města nacházejícího se na místě přístavu původní osady Cale, tedy Porta.

## Dějiny
Na území Portugalska se za posledních 3000 let vystřídalo mnoho civilizací. Féničané, Keltové, Řekové, Kartáginci, Římané i Arabové pozměnili a poznamenali vývoj této části Evropy. Ve 14. a 15. století to byli naopak Portugalci, kteří svými zámořskými objevy změnili tvář celého světa.

### Rané dějiny a antika

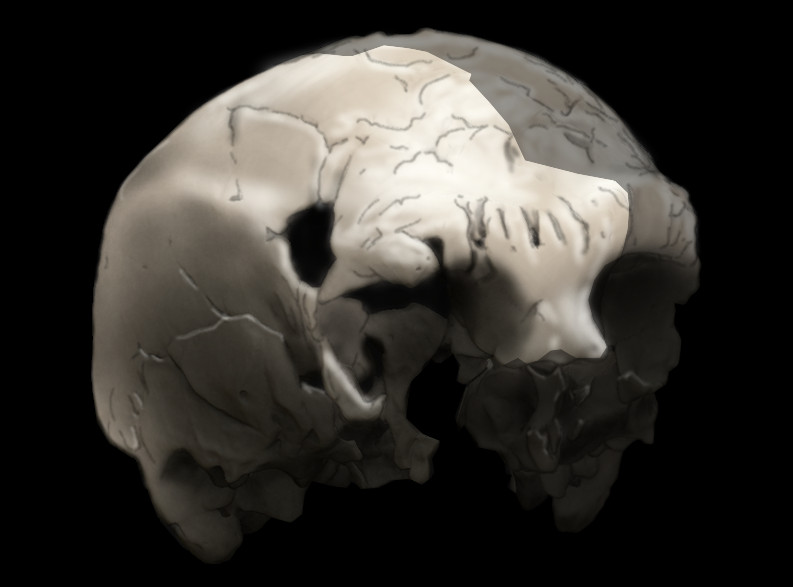
Nález z jeskyně Aroeira

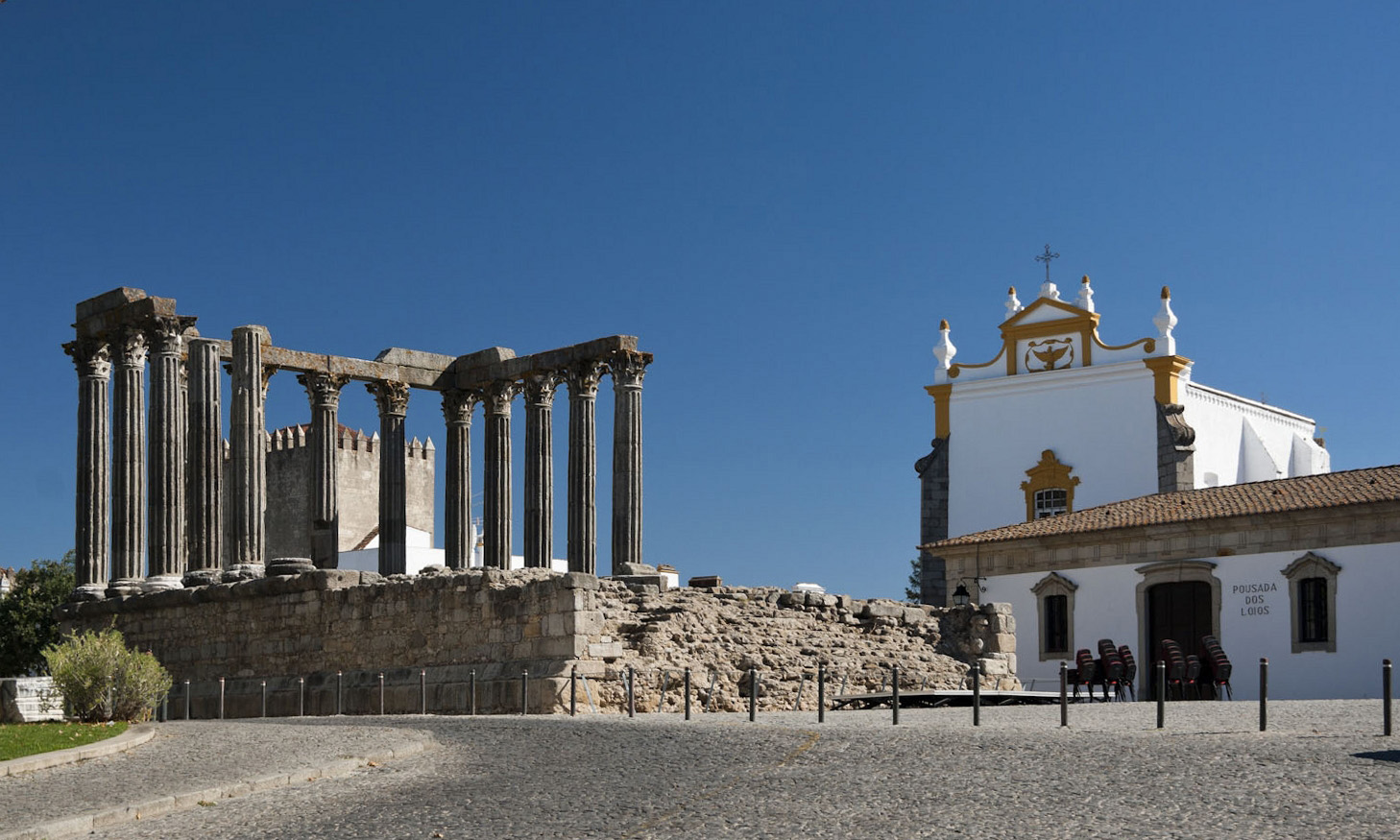
Chrám v Évoře, nejzachovalejší římská památka v zemi

Oblast dnešního Portugalska byla osídlena lidmi přibližně před 400 000 lety, kdy do ní vstoupil homo heidelbergensis. Nejstarší lidskou fosilií nalezenou v Portugalsku je 400 000 let stará lebka objevená v jeskyni Aroeira v roce 2014. Později se oblastí pohybovalo značné množství neandertálců, patrně sem z východu zatlačených expanzí homo sapiens. Homo sapiens dorazil do Portugalska asi před 35 000–40 000 lety a rychle se rozšířil po celé oblasti. Nálezy z Lagar Velho (nedaleko Leirie) z roku 1998 dokazují, že se v Portugalsku mohlo vyvinout i soužití neandrtálců a lidí moderního typu, což nálezy odjinud ze světa příliš nenaznačují.

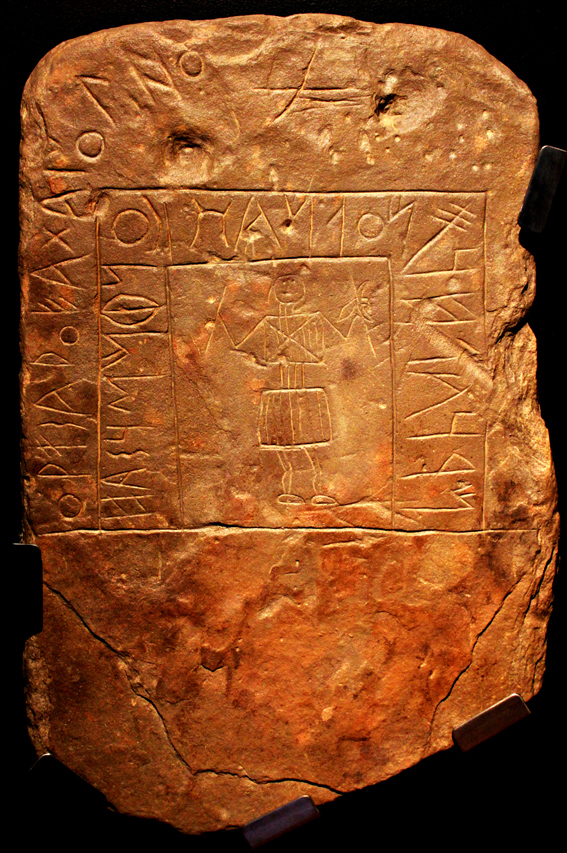
Kinetská stéla s nerozluštěným písmem

Prvním známým kmenem, který portugalské území obýval, byli Kinetové, jak je nazval Hérodotos (Strabón později užíval název Conii, Římané je mylně ztotožňovali s Tartessy). Žili v jižních částech země v pozdní době bronzové. Vytvořili písmo, které je známo jako jihozápadní paleohispánské písmo, nalezené na mnoha stélách. Jazyk (někdy zvaný tartesština), který je tímto písmem zaznamenán, je ale neznámý. Původ kmene byl možná ligurský, někdy jsou Kinetové označováni i za Kelty. Písmo vykazuje určité podobnosti s fénickým, takže se jeho vznik někdy připisuje vlivu Féničanů, kteří dorazili k břehům Portugalska kolem roku 1104 př. n. l. Raní řečtí mořeplavci přišli do styku i s kmeny na severu, nazvali jejich území Ophiussa (v řečtině Země hadů), neboť místní prý uctívali hady.
Po roce 1000 př. n. l. na území vpadli Keltové ze střední Evropy a postupně se smísili s původním obyvatelstvem. Keltové ovládli sever a střed země. Vytvořili osobitou kulturu, kterou archeologové nazývají kultura Castro, to proto, že Římané obyvatele nazývali castrae (oni sami sebe dùn nebo dùin). V roce 238 př. n. l. břehy Pyrenejského poloostrova obsadili Kartáginci. O pouhých devatenáct let později však na Pyrenejský poloostrov vstoupili též Římané, kteří za punských válek Kartágince z poloostrova vytlačili. Území se tak stalo součástí provincie Hispánie, po další správní reformě Římské říše se většina pozdějšího Portugalska ocitla v provincii Lusitánie, nazvané podle kmene Lusitánů, menší část v provincii Baetica. K nejvýznamnějším římským památkám v Portugalsku patří ruiny Conímbrigy.
V roce 155 př. n. l. vypuklo na severu provincie protiřímské povstání Lusitanů, v poslední fázi vedené Viriathem. Ten získal kontrolu nad celou západní Iberií. Řím poslal do Lusitanie několik legií, aby povstání potlačily, ale bezvýsledně. Římané situaci vyřešili tím, že podplatili Viriathovy spojence, kteří ho pak v roce 139 př. n. l. zavraždili. Následně se povstání rychle zhroutilo. V pozdním římském období, již křesťanském, se rozvíjela i vzdělanost, z Bracara Augusty (dnešní Bragy) pocházel významný historik Orosius, biskupem v Aquæ Flaviæ (dnes Chaves) byl Hydatius.

### Svébové, Arabové a vznik Portugalska

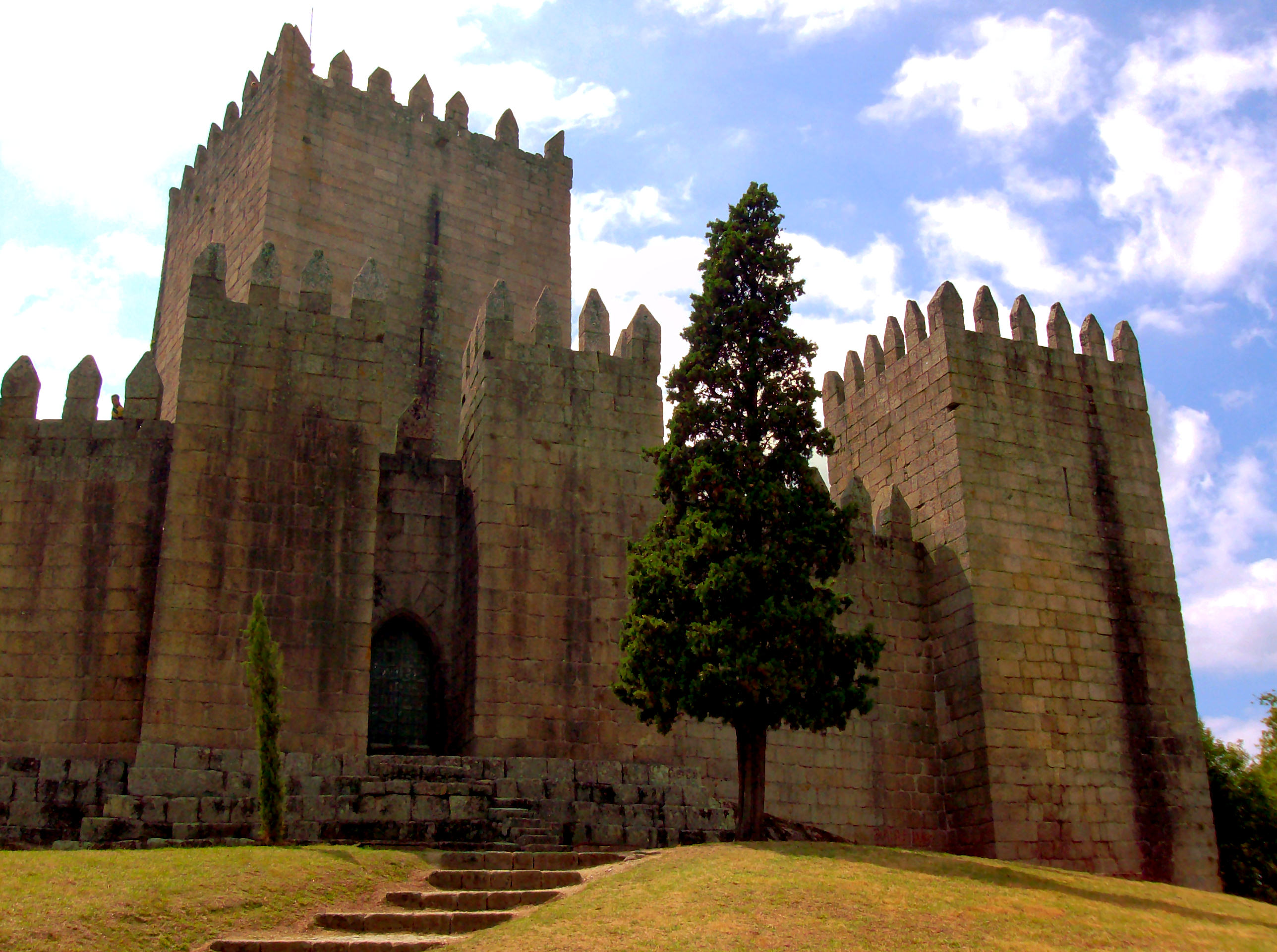
Pevnost Guimarães, symbol portugalské nezávislosti

V 5. století vstoupily na území Portugalska germánské kmeny a na severozápadě vytvořily Svébskou říši. Jejím králem-zakladatelem byl Hermerich (možná narozen na Moravě). Centrum říše bylo v Braze. Tam působil i Martin z Dumia, který sehrál klíčovou roli v christianizaci Svébů. Díky tlaku Vizigótů se zhruba na jedno století prosadilo ariánství (465–550). Svébskou říši posléze Vizigóti dobyli a vládli Portugalsku tři století.
Roku 711 území dobyli muslimští Arabové. Muslimové ovládali Portugalsko pět století. Nejprve území podléhalo Umajjovskému chalífátu (711–750), později vznikl Córdobský emirát (750–929), nahrazený časem Córdobským chalífátem (929–1031). Po jeho pádu se území rozpadlo na mnoho malých islámských státečků zvaných Taifská království. Portugalské území nakonec ovládli sevillští Abbádovci, po nich roku 1086 Almorávidé, kteří přišli z Maroka, poté Almohadové taktéž z Maroka. Muslimské obyvatelstvo Portugalska se skládalo především z místních konvertitů (muladíů) a Berberů. Arabové tvořili jen nepočetnou vládnoucí šlechtu.

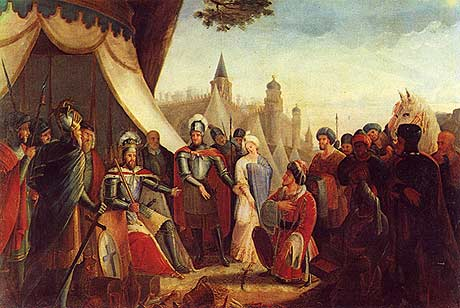
Dobytí Lisabonu Alfonsem I.

V 9. století vzniklo v průběhu reconquisty Portugalské hrabství, jehož zakladatelem byl Vímara Peres. Jedním z prvních měst, které Vímara Peres založil, bylo Vimaranes, dnes známé jako Guimarães – proto je někdy nazýváno „místem narození portugalského národa“ nebo „město kolébka“. Po přelomových vítězstvích v bitvách na São Mamede (1128) a u Ourique (1139) začal hrabě Alfons I. Portugalský vystupovat jako první portugalský král (v roce 1179 byl uznán za krále i papežem Alexandrem III.). Alfons sehrál rozhodující roli i v reconquistě. Tzv. reconquista (v Portugalsku obvykle nazývaná Reconquista Cristã) byla dlouhodobým vojenským, politickým a civilizačním procesem znovudobytí Pyrenejského poloostrova křesťany. Za pomoci křižáků z různých evropských zemí dobyl Alfons Lisabon v roce 1147. Reconquista byla v Portugalsku dovršena roku 1250, zatímco v sousedním Španělsku trvala až do roku 1492. Poslední muslimové byli z Portugalska vypovězeni roku 1497.
V roce 1373 uzavřelo Portugalsko spojenectví s Anglií. Velmi trvalé partnerství je někdy označováno za nejdéle trvající alianci na světě. Postupem času spojenectví přesáhlo pouhou vojenskou spolupráci a přineslo i silné obchodní a kulturní vazby. Zejména v Portu je dodnes viditelný anglický vliv.

### Zámořská expanze a koloniální říše

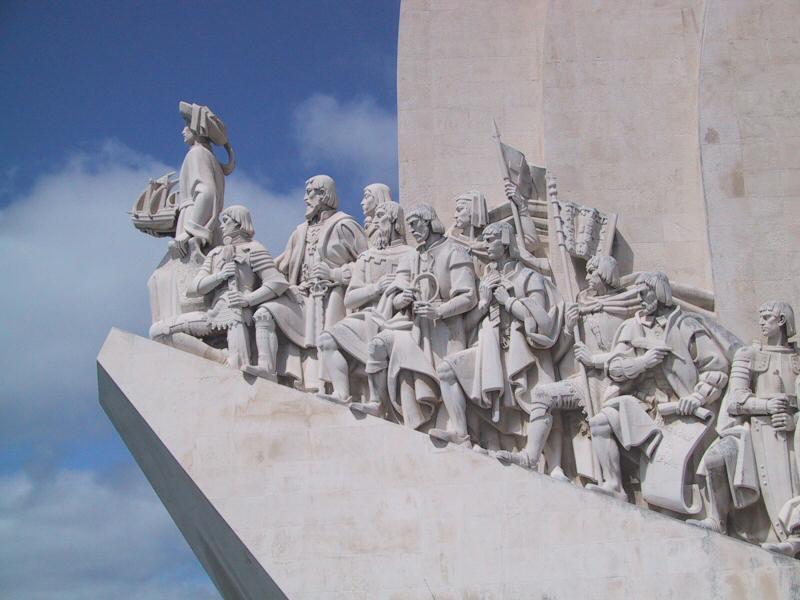
Památník zámořských objevů v Lisabonu

Portugalsko se stalo v průběhu 15. století za působení prince Jindřicha Mořeplavce, syna portugalského krále Jana I., průkopníkem zámořské expanze a získávalo rozsáhlé koloniální državy.

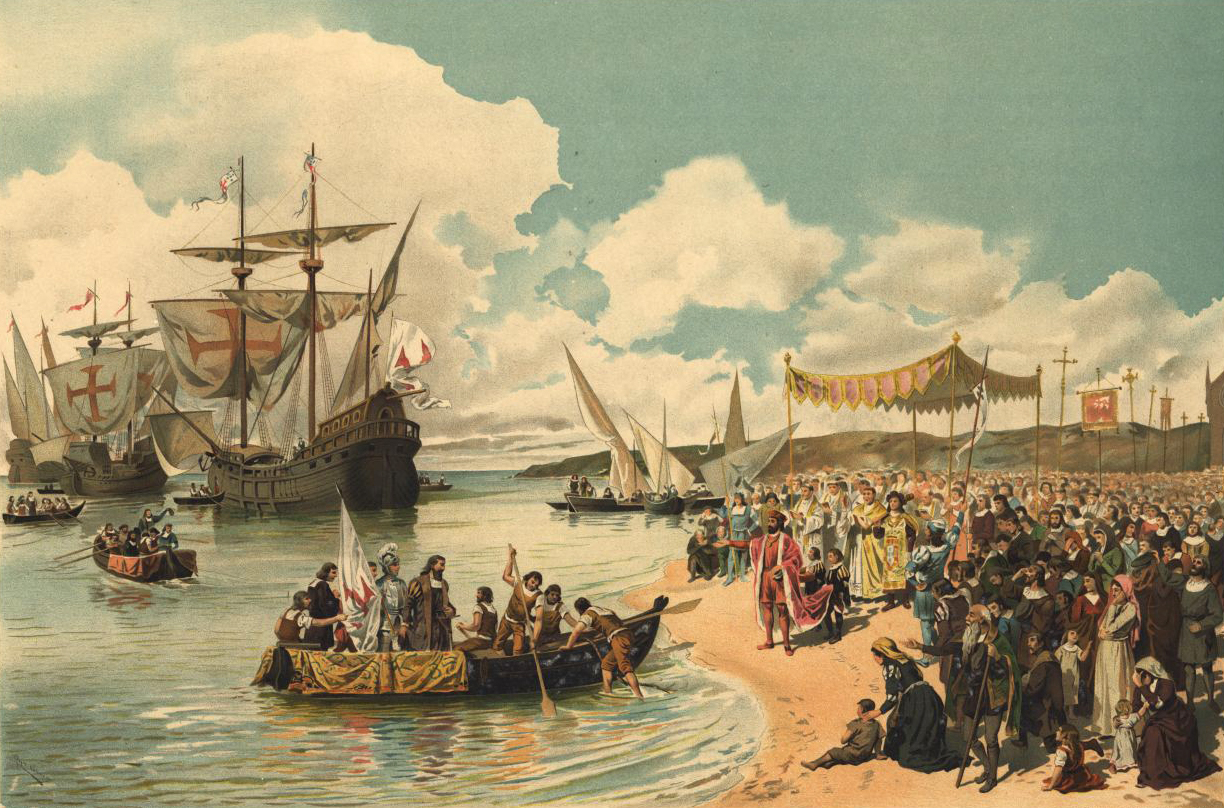
Vasco da Gama přistává v Indii

Po obsazení Ceuty (1415) postupovali mořeplavci dále podle afrického pobřeží, až roku 1488 Bartolomeu Dias obeplul Mys Dobré naděje. V roce 1498 přistál Vasco da Gama v Indii, kde vznikly další portugalské kolonie (od roku 1505 tzv. Portugalská Indie). V roce 1500 se portugalský cestovatel Gaspar Corte-Real dostal na území dnešní Kanady, dávno před Francouzi a Angličany. Afonso de Albuquerque dobyl indickou Gou (1510), malajskou Malaku (1511) a perský Hormuz (1515), a Portugalci ovládli lukrativní obchod s kořením z Moluk a navázali kontakty s Čínou a Japonskem. Ve stejné době pronikli Portugalci, vedení Pedrem Álvaresem Cabralem, také do Jižní Ameriky, kde vznikla jejich největší kolonie – Brazílie. Ačkoli se po dlouhou dobu věřilo, že prvními Evropany, kteří dorazili do Austrálie, byli Nizozemci, existují také určité důkazy, že Portugalci mohli objevit Austrálii už v roce 1521. Významným portugalským mořeplavcem byl i Fernão de Magalhães, byť pracoval ve španělských službách.
Spory se stejně expandujícími Španěly o sféry vlivu vyřešila roku 1494 Tordesillasská smlouva (aktualizována roku 1529 Smlouvou ze Zaragozy). Portugalská koloniální říše měla v celosvětovém měřítku nejdelší trvání: kupříkladu Východní Timor, Angola nebo Mosambik se osvobodily až v roce 1975, Macao bylo předáno Číně roku 1999. Kolonialismus učinil z Portugalska jednu z hlavních světových ekonomických, vojenských a politických mocností 15. století a 16. století. Dodnes je v mnoha jeho někdejších koloniích používána portugalština a vyznáváno katolictví.

### Konec velmocenského postavení

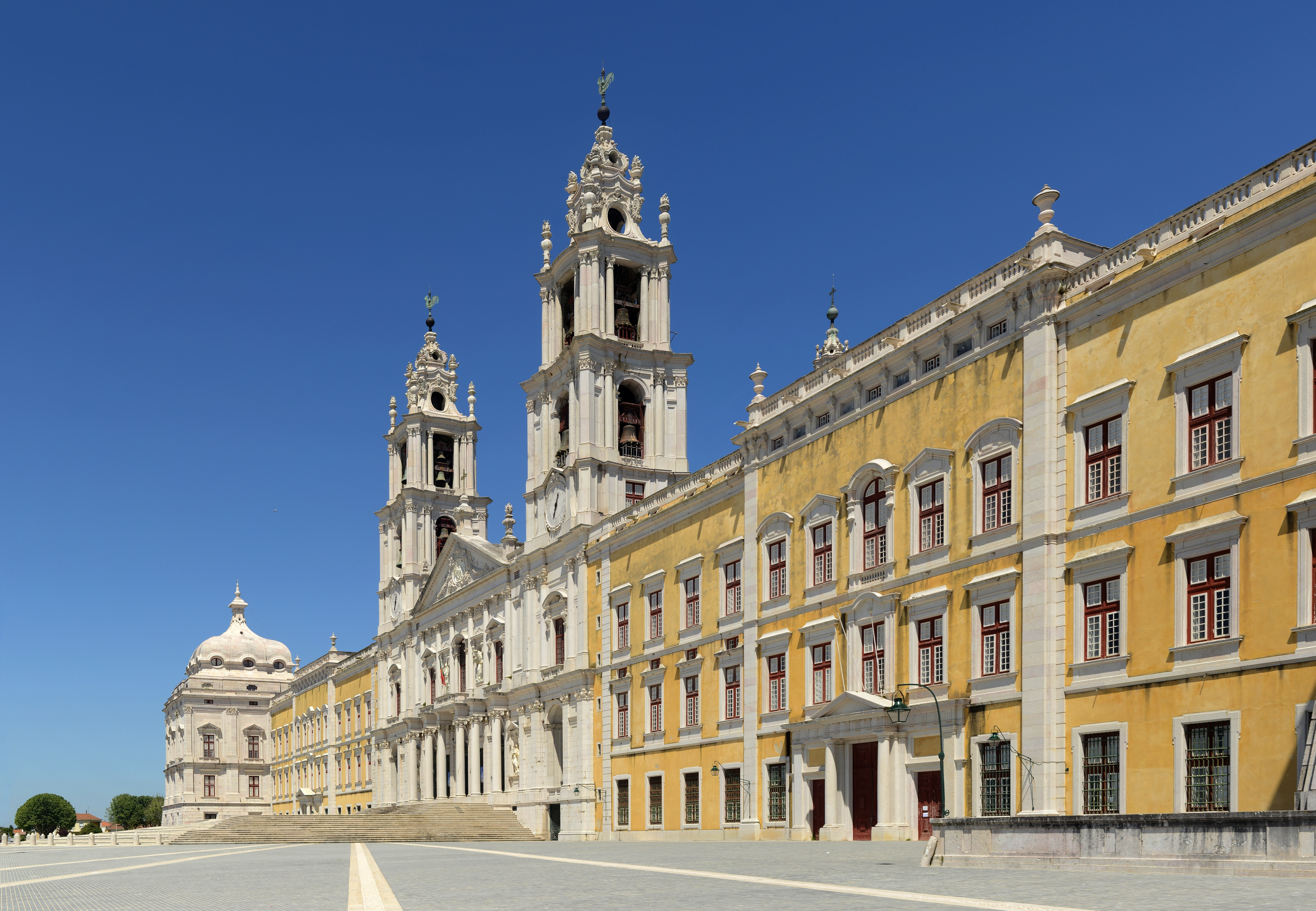
Palác Mafra postavený v letech 1717-1730

Globální expanze však nakonec Portugalsko vyčerpala. Po vymření rodu Avizů roku 1580 bylo přinuceno k personální unii se Španělskem. Vznikla tak Iberská unie. Spojení dvou korun připravilo Portugalsko o nezávislou zahraniční politiku a vedlo k jeho zapojení do osmdesátileté války mezi Španělskem a Nizozemskem. Válka vedla ke ztrátě Hormuzu, strategické obchodní stanice umístěné mezi Íránem a Ománem. Od roku 1595 do roku 1663 Nizozemci dobyli mnoho portugalských kolonií a převzali mnoho obchodních zájmů v Brazílii, Africe, Indii a na Dálném východě, což vedlo ke ztrátě portugalského indického námořního obchodního monopolu. V roce 1640 stál Jan IV. Portugalský v čele povstání podporovaného nespokojenými šlechtici a byl prohlášen portugalským králem (Španělé nezávislost Portugalců uznali až po vzájemných bojích v roce 1668). To byl začátek vlády rodu Braganzů, který seděl na portugalském trůně až do roku 1910.

Nástup Braganzů se zdál být obratem krize koloniální velmoci. Ta se ale vrátila. O její příčině se vedou debaty, velkou roli v ní ale zajisté sehrál portugalský král Jan V. Jeho bezbřehý absolutismus a obrovské výdaje vyčerpaly daňové příjmy. Výsledkem jeho opulentních výdajů je palác Mafra a rozsáhlé umělecké a literární sbírky. Jan si rovněž za státní peníze kupoval mezinárodní uznání, zejména na francouzském dvoře a v Římě.

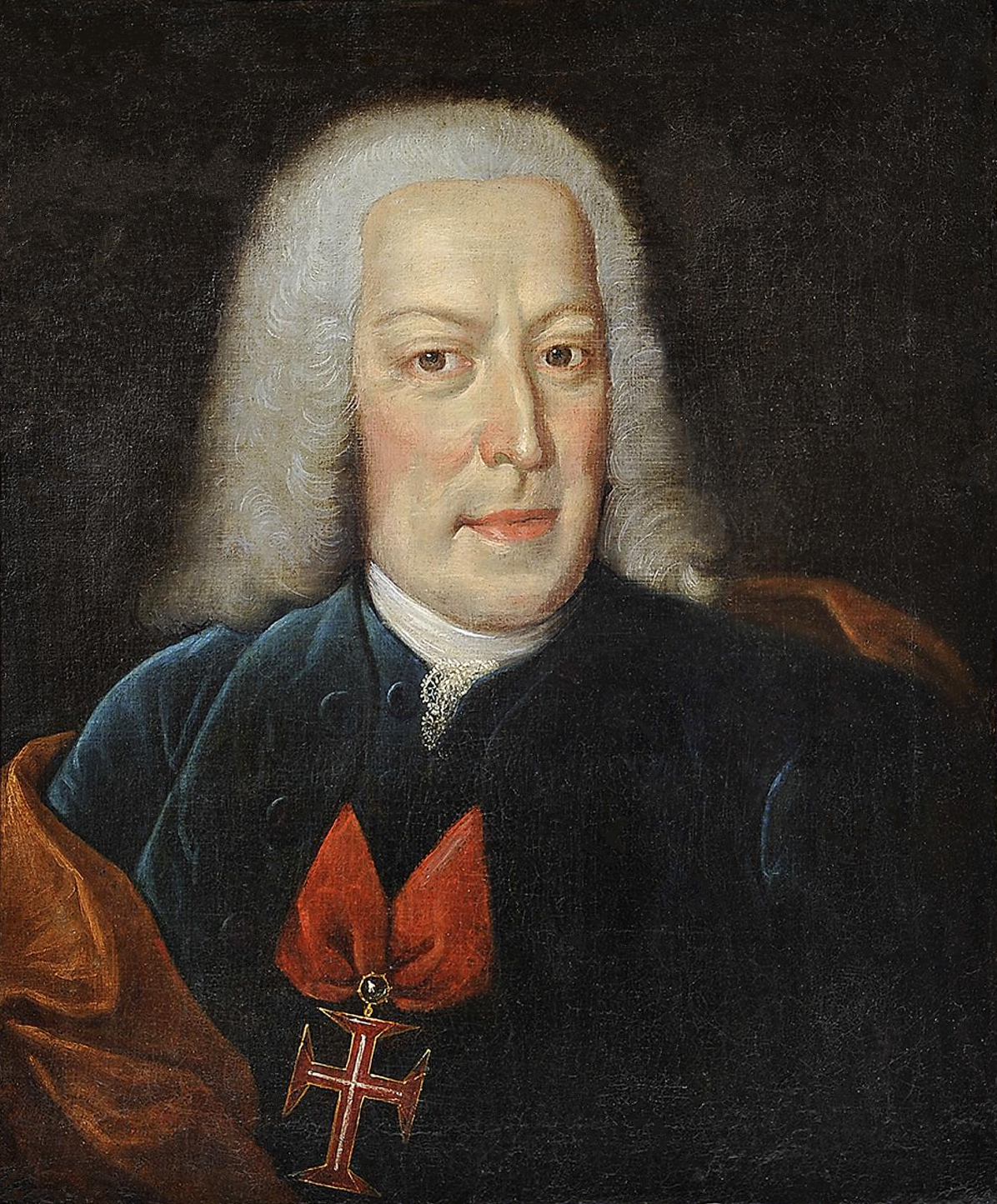
Markýz de Pombal

Země v krátké době ztratila rovněž velké množství obyvatel – během brazilské zlaté horečky 18. století jich za moře odešlo asi 600 000. To představovalo jeden z největších přesunů evropské populace během celé koloniální éry. V roce 1755 navíc postihlo Lisabon velmi silné zemětřesení, které si vyžádalo na 60 000 obětí. To bylo spíše než příčinou krize jakousi definitivní tečkou za zlatou érou či symbolem tohoto konce.
Prvním, kdo si uvědomil, že Portugalsko zaspalo a potřebuje modernizaci, byl markýz de Pombal. Podařilo se mu znovu vystavět Lisabon, ale hlavně prosadil merkantilistické i různé osvícenské reformy, především dle britského vzoru. Jeho přísný daňový systém dal do pořádku finance státu. Stal se tak otcem moderního Portugalska. Zrušil rovněž otroctví v pevninském Portugalsku a na indických portugalských územích. Ukončil také právní diskriminaci nekatolických křesťanů. Jeho osvícenství však mělo své limity, posílil například cenzuru a potlačoval opozici.

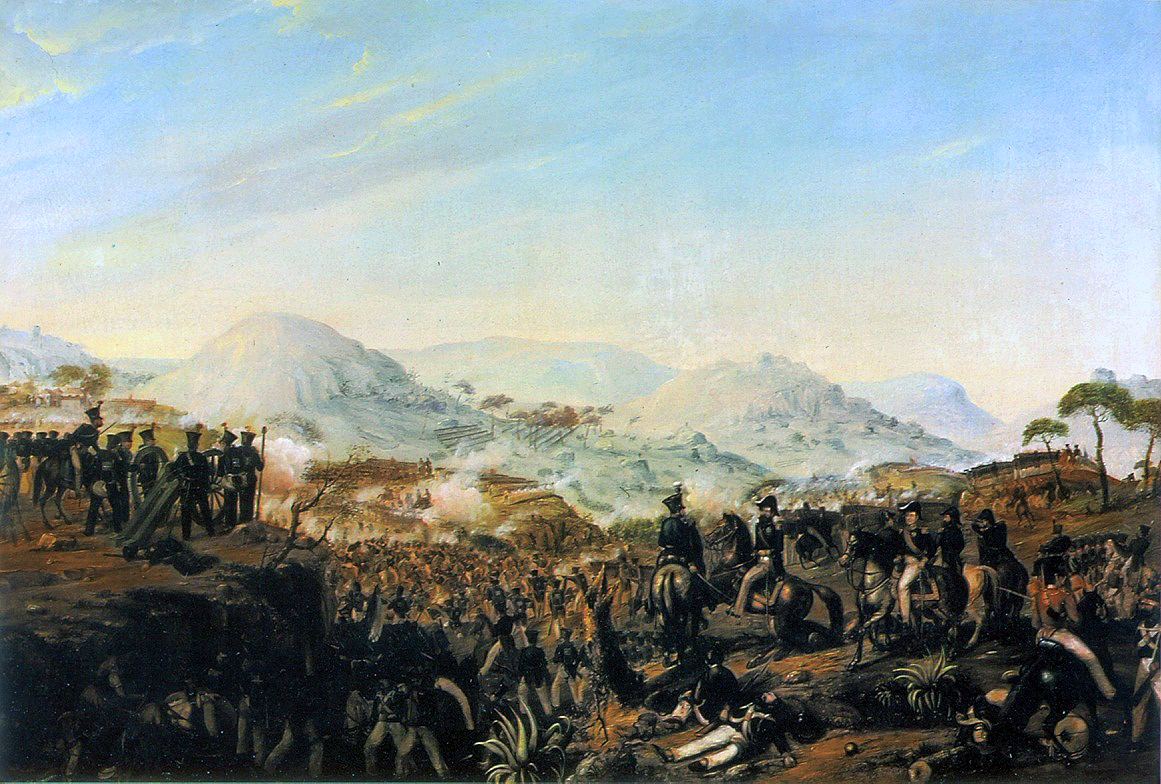
Liberální války

Coby tradiční spojenec Anglie bylo Portugalsko roku 1808 napadeno Napoleonem. Královský dvůr v té době přesídlil do Ria de Janeiro a ovládal své državy (od roku 1815 Spojené království Portugalska, Brazílie a Algarves) odtud až do návratu roku 1820. V roce 1822 se však Brazílie osamostatnila. V letech 1828–1830 probíhaly tzv. liberální války mezi absolutisty a konstitucionalisty. Výsledkem bylo zavedení konstituční monarchie roku 1834. V roce 1890 utrpělo spojenectví s Anglií poté, co se střetla s portugalskými koloniálními zájmy v Africe (tzv. britské ultimátum). V roce 1892 Portugalsko muselo vyhlásit státní bankrot a poté znovu roku 1902. To způsobilo sociální nepokoje a korozi monarchismu. Roku 1908 byli portugalský král Karel I. a jeho následník zavražděni v Lisabonu republikánskými aktivisty. Na trůn nastoupil Manuel II. Portugalský, ale za dva roky byl svržen revolucí, která zrušila monarchii a nastolila republikánskou formu vlády. Vznikla tak první portugalská republika. Královská rodina uprchla do exilu v Londýně.

### Portugalská republika

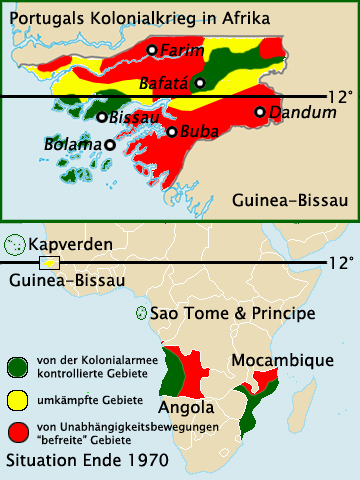
Portugalská koloniální válka

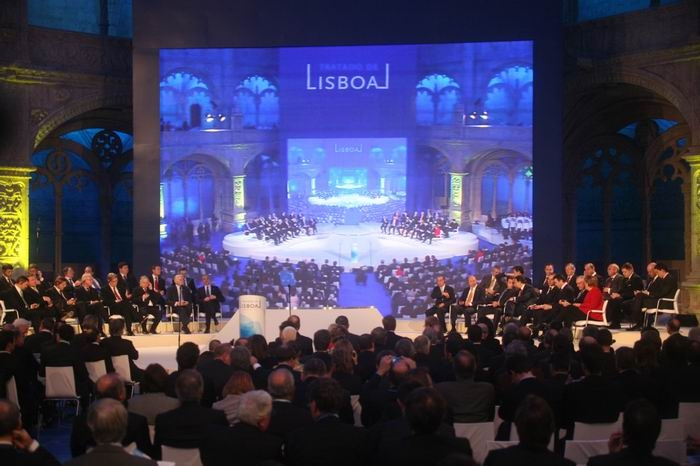
Lisabonský summit, na němž byla podepsána Lisabonská smlouva

Portugalsko bylo vyhlášeno republikou 5. října 1910. Během první světové války stálo Portugalsko na straně Dohody. Válka však radikálně oslabila ekonomiku. V lednu a únoru 1919 proběhl pokus o obnovení monarchie, v severní části země byla vyhlášena Severní monarchie (Monarquia do Norte). Povstání bylo potlačeno 13. února 1919. První portugalská republika byla stále zmítána nepokoji a neměla tak dlouhého trvání – v roce 1926 došlo k prvnímu vojenskému puči a nástupu vojenské diktatury, od dva roky později pak ke vzniku tzv. národní diktatury (Ditadura Nacional). To následně vedlo k nastolení pravicové diktatury Estado Novo pod vedením António de Oliveira Salazara, od roku 1928 ministra financí. Roku 1932 se chopil moci a zavedl v zemi zmítané krizí diktaturu, založenou na autoritářském konzervatismu, nacionalismu a imperialismu ve spojení s římskokatolickou církví. Salazarovský režim trval 41 let, do roku 1974.

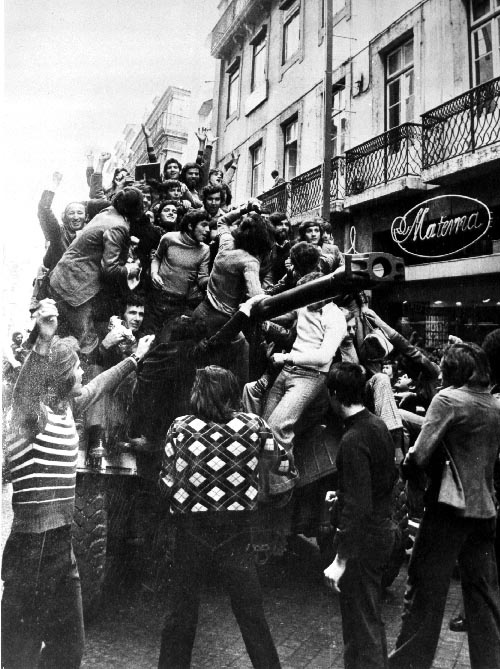
Karafiátová revoluce

Za druhé světové války bylo Portugalsko neutrální. Roku 1949 se stalo zakládajícím členem NATO.
Portugalsku se nedařilo udržet svoje koloniální panství. Jeho rozklad započal rokem 1961, kdy Indie anektovala četná území včetně Goy. Zároveň se stále častěji objevovala nespokojenost dalších, převážně afrických kolonií (Angola, Mosambik, Portugalská Guinea, Svatý Tomáš a Princův ostrov, Kapverdy). Nákladné a neúspěšné koloniální války přispěly k pádu salazarovského režimu. Marcelo Caetano, nástupce déle než 40 let vládnoucího Salazara, byl svržen armádou během tzv. Karafiátové revoluce, která začala 25. dubna 1974, a Portugalsko pak nastoupilo cestu pluralitní demokracie. V prvních svobodných volbách vyhrála Socialistická strana a její předseda Mário Soares se stal premiérem první ústavní vlády.
Do Portugalska se po roce 1975 z bývalých kolonií, především z Angoly a Mosambiku, vrátilo na 800 000 bílých Portugalců. Vazby na staré kolonie, zvláště africké, však přetrvaly. Ze zemí, kde byla portugalština úředním jazykem (země PALOP), tj. z Guineje-Bissau, Angoly, Mosambiku, Svatého Tomáše a Princova ostrova a z Kapverdských ostrovů, se počátkem devadesátých let 20. století rekrutovala většina zaměstnaných cizinců v Portugalsku, stejně jako velká část nelegálních pracovníků.
V roce 1986 země vstoupila společně se Španělskem do Evropského společenství. V roce 1999 vstoupila do eurozóny a Číně předala Macao. Portugalští politici se stali úspěšní v mezinárodní politice: V roce 2004 se do čela Evropské komise dostal Portugalec José Manuel Barroso, jiný Portugalec António Guterres se roku 2017 stal generální tajemník Organizace spojených národů. V roce 2007, během třetího portugalského předsednictví EU, byla formulována a podepsána Lisabonská smlouva.
Ač Portugalsko po vstupu do unie zažilo značný hospodářský rozvoj, globální krize roku 2008 obnažila slabá místa jeho ekonomické struktury, související především s obrovským zadlužením, a v roce 2011 již musela být portugalská finanční krize řešena za pomoci Evropského nástroje finanční stability. Vybřednutí z nejhorších potíží přišlo okolo roku 2015.

## Státní symboly

### Vlajka
Portugalská vlajka je tvořena listem o poměru stran 2:3 se dvěma svislými pruhy, zeleným a červeným, v poměru šířek 2:3. Střed znaku (bez ratolestí a stuhy) je umístěn na hranici obou barev.

### Znak
Portugalský státní znak je tvořen stříbrným štítem s červeným lemem, se sedmi zlatými hrady. Ve štítu je pět modrých štítků do kříže, na každém je pět stříbrných koulí do ondřejského kříže. Vše položeno na armilární sféru mezi dvěma olivovými ratolestmi, vše zlaté, spojenými dole zelenou a červenou stuhou.

### Hymna
Portugalská hymna je píseň A Portuguesa (česky Portugalská píseň). Autorem slov je Henrique Lopes de Mendonça, hudbu složil portugalský skladatel a malíř Alfredo Keil.

## Geografie

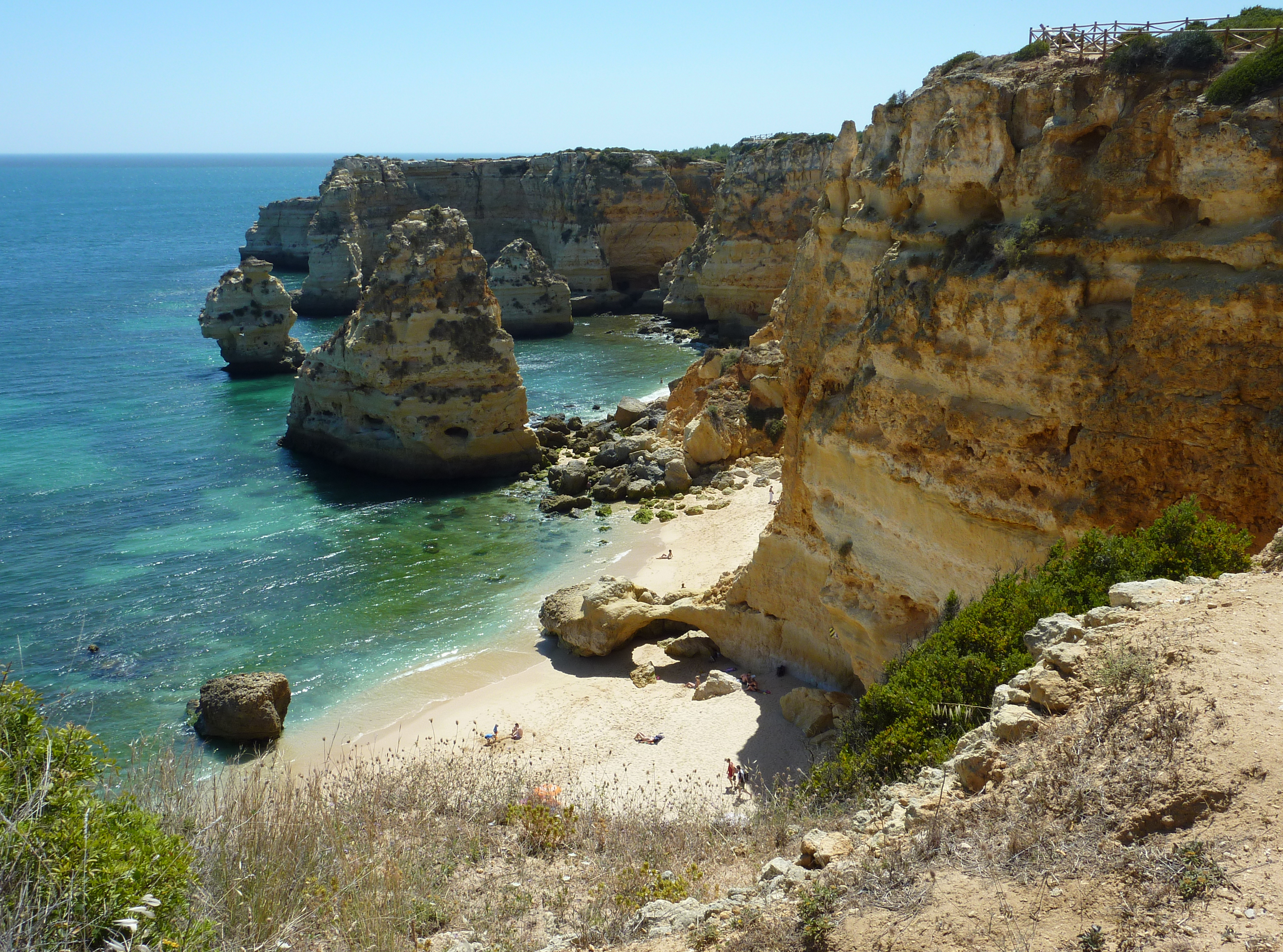
Pobřeží v jižní provincii Algarve

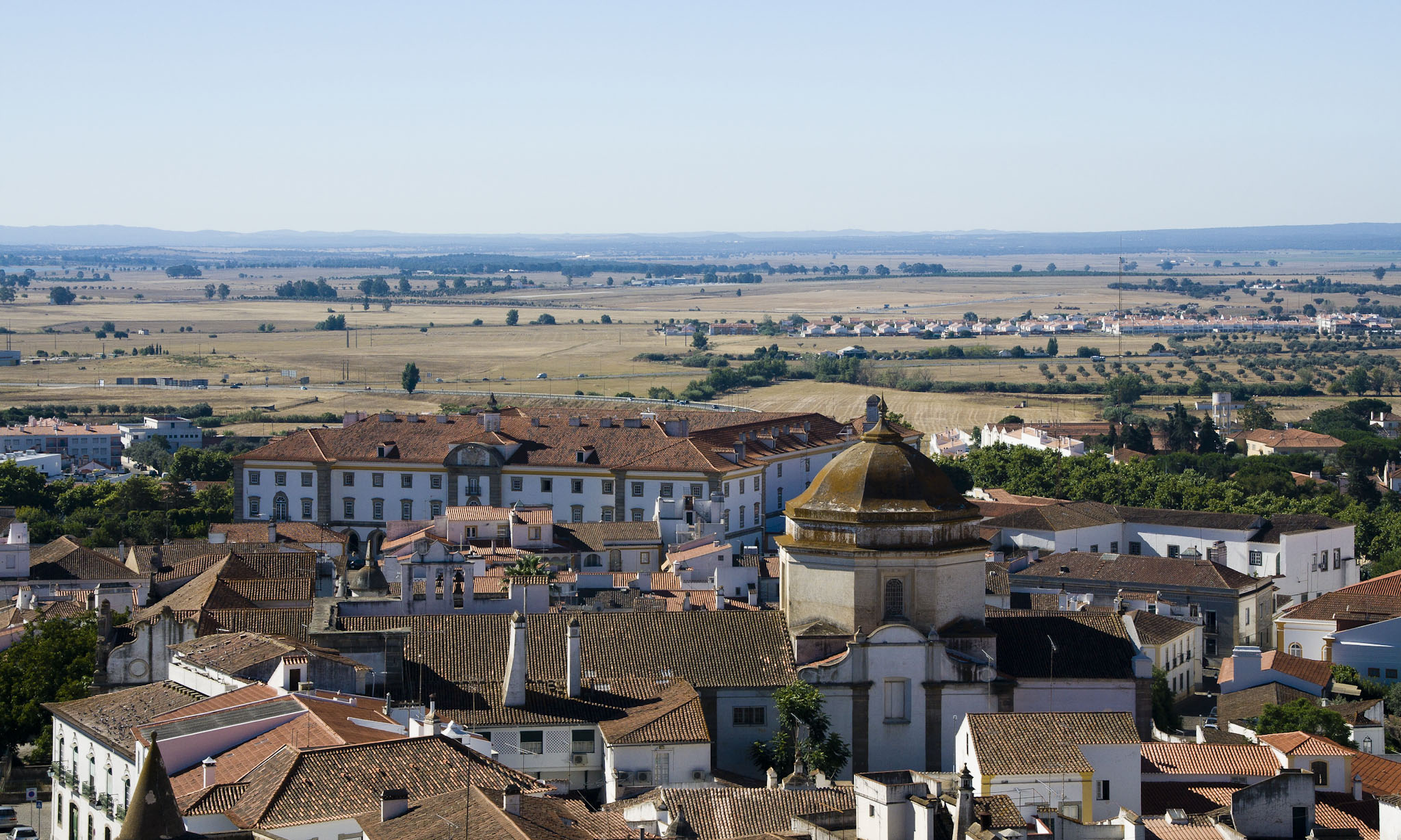
Krajina v regionu Alentejo

Se svou rozlohou 92 391 km² je Portugalsko 108. největší zemí na světě a je o 17 % větší než Česká republika. Z rozlohy Evropské unie zabírá 2,1 % a je její 13. největší zemí. Na východě a na severu má 1 214 km dlouhou hranici se Španělskem, na západě a jihu ji obklopuje Atlantský oceán.
Severní, střední a východní Portugalsko pokrývají horská pásma Serra de Nogueira, Serra do Gerez, Serra de Marão, Serra da Estrela (dosahuje téměř 2000 m n. m.), Serra de São Mamede a jižní pahorkatina Alentejo. V jihozápadním cípu vystupuje Serra de Monchique. Západní a jižní část tvoří nížiny se strmým skalnatým pobřežím. Souostroví Madeira a Azorské ostrovy, které leží v takzvané riftové zóně na styku dvou litosférických desek, jsou sopečného původu a je zde také větší riziko zemětřesení. Podobnou seizmicky aktivní oblastí je i Lisabonský záliv.
Nejvýznamnějšími řekami jsou Tajo, Douro a Guadiana, na nichž je vybudováno velké množství kaskádových přehrad.

### Podnebí
Podnebí je na severu a západě mírné oceánské, na jihu subtropické středomořské (suché horké léto a mírná vlhká zima). Průměrná červencová teplota se pohybuje od 20 °C do 24 °C a lednová mezi 9 °C až 12 °C. Průměrný roční úhrn srážek klesá přibližně ve směru od severu k jihu, tedy od 1 200 mm až po 500 mm. Průměrná teplota na ostrovech je 18,5 °C a průměrné srážky 650 mm.

### Města
Podle oficiálního dělení na obce nemá Portugalsko město nad 500 000 obyvatel, neboť obce, které fakticky srostly s centry aglomerací, nadále zůstávají samostatné.
Lisabon (499 000 obyvatel v roce 2007) je centrem třímiliónové metropolitní oblasti Região de Lisboa a od 12. století je hlavním městem Portugalska. Je kulturním, dopravním a především ekonomickým centrem země (je jedinou oblastí Portugalska s HDP nad průměrem EU).
Střediskem metropolitní oblasti s 1,5 milióny obyvatel je Porto, které čítá 240 000 obyvatel a je důležitým severoportugalským přístavem v ústí řeky Douro. Mezi další velká města v hustě zalidněném severozápadním Portugalsku patří Braga (sídlo arcibiskupství a náboženské středisko) a Guimarães. Ve středním Portugalsku pak Coimbra (157 000 obyvatel, sídlo nejstarší portugalské univerzity), v Alenteju historická Évora a na jižním pobřeží Faro.
Hlavním a největším městem Madeiry je Funchal. Významná města na Azorách jsou Ponta Delgada (ostrov São Miguel), Angra do Heroísmo (ostrov Terceira) a Horta (ostrov Faial).

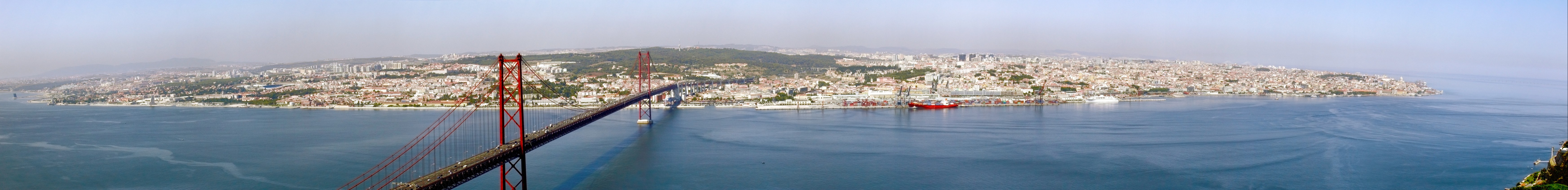
Lisabon – hlavní a největší město Portugalska (pohled z jižního břehu řeky Tajo)

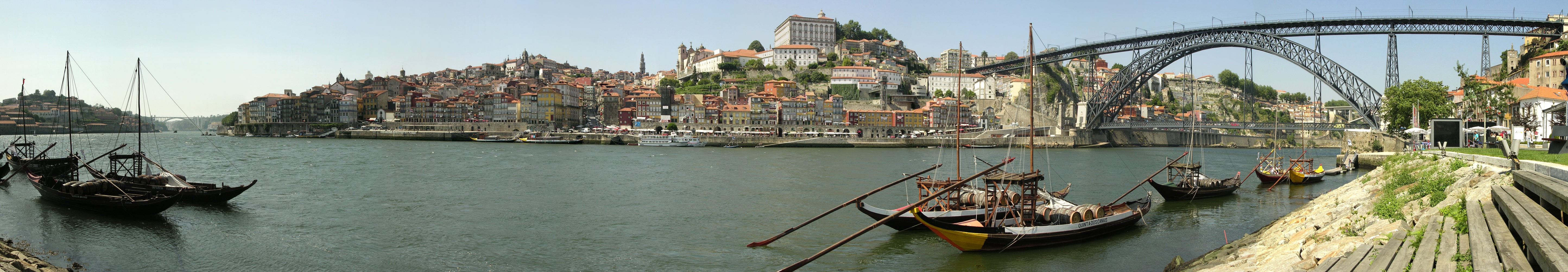
Porto – druhé největší portugalské město, pohled z Vily Novy de Gaia

## Politika

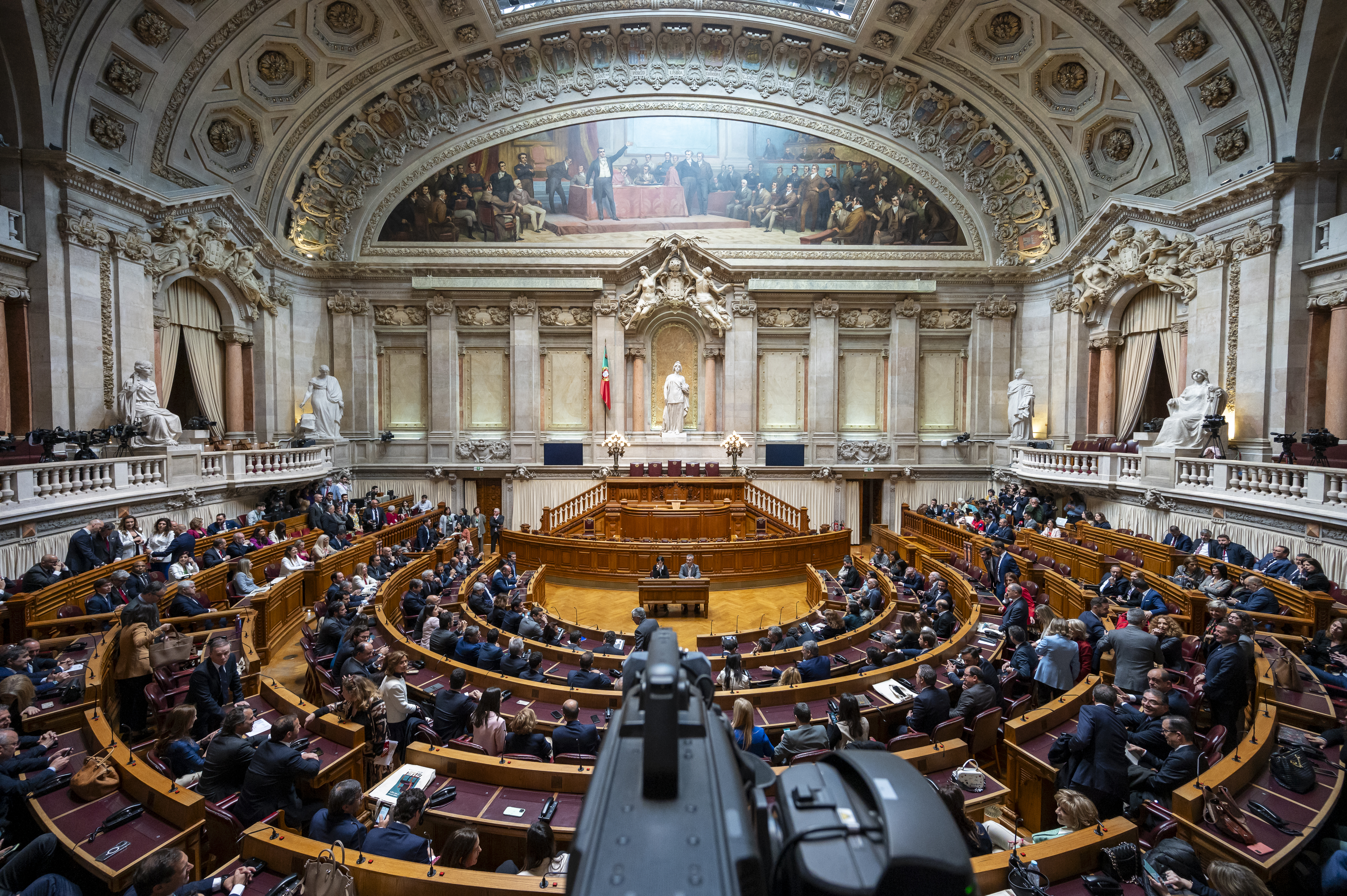
Jednací sál Shromáždění republiky v Paláci Svatého Benedikta

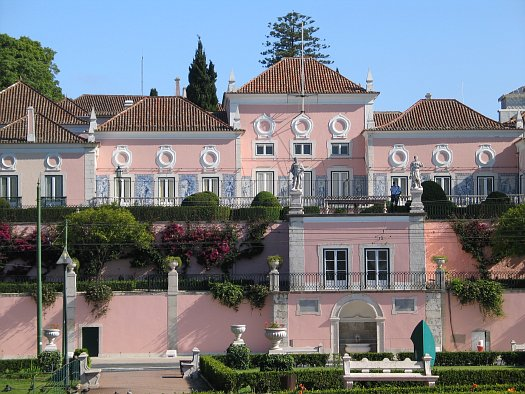
Belémský palác, sídlo prezidenta

Portugalský politický systém je poloprezidentský. Prezident je volen přímo na pětileté funkční období ve všeobecných volbách. Je vrchním velitelem ozbrojených sil, na základě výsledků parlamentních voleb jmenuje předsedu vlády a jím navrženou vládu. Má rovněž pravomoc rozpustit parlament, odvolat vládu či vyhlásit válku. Tyto jsou však omezeny řadou podmínek, mezi něž patří kupříkladu povinnost konzultací se sedmnáctičlennou Státní radou. Ta slouží jako poradní sbor a skládá se z předsedy Republikového shromáždění, premiéra, předsedy Ústavního soudu, Ochránce spravedlnosti, z předsedů regionálních vlád, z pěti občanů vybraných prezidentem a z pěti občanů volených republikovým shromážděním. Hojně využívanou pravomocí prezidenta je vetování zákonů. Současným prezidentem je Marcelo Rebelo de Sousa.
Republikové shromáždění (Assembleia da República) je název portugalského jednokomorového parlamentu složeného z 230 poslanců. Je volen ve všeobecných volbách na dobu čtyř let na základě principu poměrného zastoupení. Předseda Republikového shromáždění zastupuje prezidenta v době jeho nepřítomnosti. Parlament sídlí v paláci São Bento v Lisabonu.
Výkonnou moc má vláda v čele s předsedou vlády. Vláda musí parlamentu předložit svůj program. Pokud není zamítnut většinou poslanců, znamená to potvrzení vlády ve funkci. Současným premiérem je Luís Montenegro.
Od obnovení demokracie v 70. letech se u vlády střídají dvě strany. Levostředová Socialistická strana (Partido Socialista) a Sociálně demokratická strana (Partido Social Democrata), kterou, navzdory jejímu ve střední Evropě trochu matoucímu názvu, lze řadit k pravému středu. Levicovými premiéry byli Mário Soares, António Guterres, José Sócrates a António Costa, pravicovými Carlos Mota Pinto, Francisco Sá Carneiro, Francisco Pinto Balsemão, Aníbal Cavaco Silva, José Manuel Barroso, Pedro Santana Lopes a Pedro Passos Coelho.

### Zahraniční vztahy

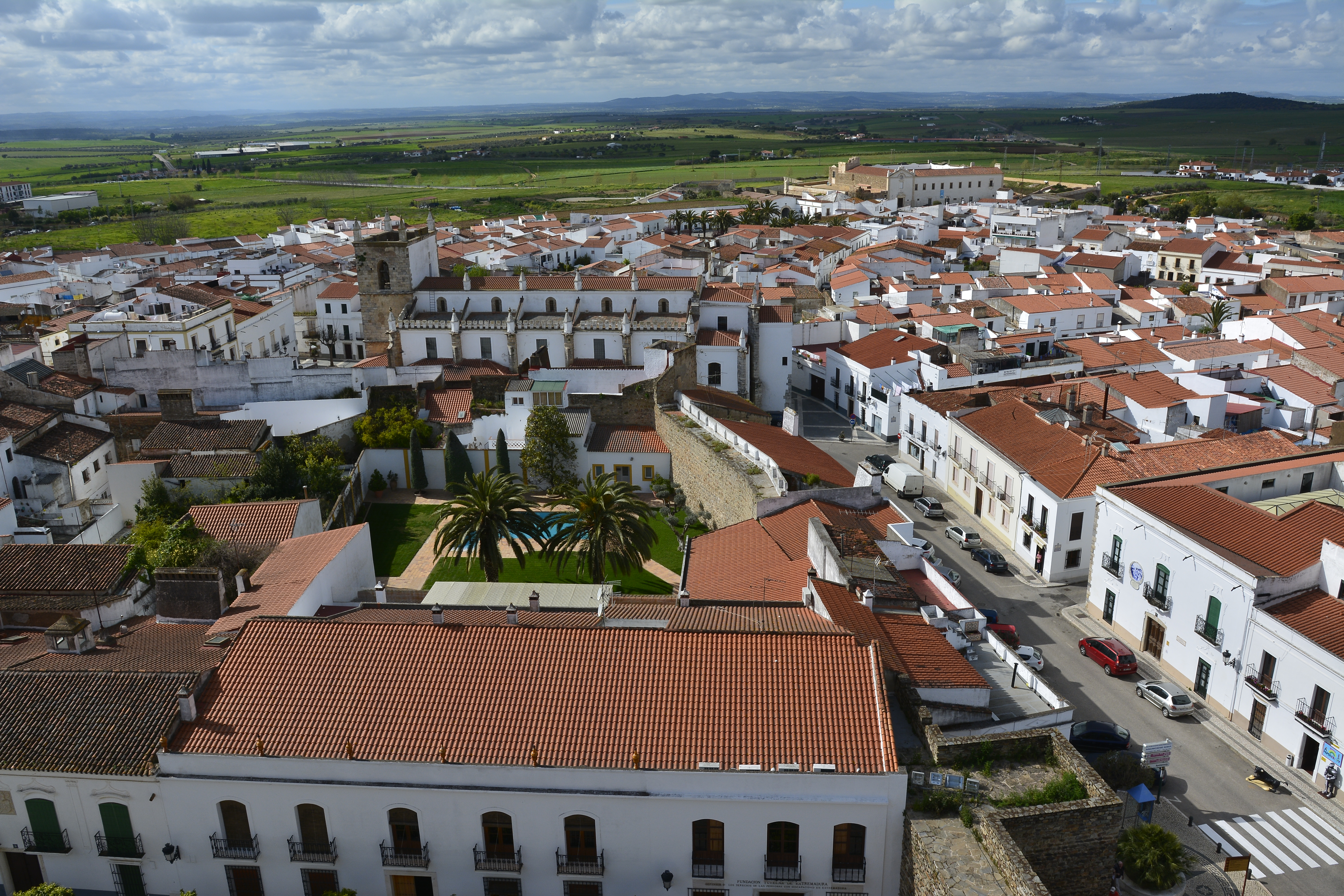
Sporné město Olivenza

Portugalsko je členským státem OSN od roku 1955. Je také zakládajícím členem NATO (1949), OECD (1961) a Evropského sdružení volného obchodu (1960). Toto sdružení pak opustilo a přestoupilo do "konkurenčního" Evropského hospodářského společenství v roce 1986. To se v roce 1993 stalo Evropskou unií. Roku 1996 Portugalsko spoluzaložilo Společenství portugalsky mluvících zemí (CPLP). Portugalsko má smlouvu o dvojím občanství se svou bývalou kolonií, Brazílií.
Portugalsko vede dlouholetý spor se Španělskem o oblast Olivença (španělsky Olivenza). Toto území bylo od 13. století součástí Portugalska až do roku 1801, kdy se Portugalsko po drtivé porážce od napoleonské Francie a jejího spojence Španělska tohoto území muselo vzdát právě ve prospěch Španělska. Portugalsko si nárokuje jeho navrácení na základě čl. 105 Vídeňské smlouvy z roku 1815, která ustavila evropské poměry po Napoleonově porážce.
I další územní spor je se Španělskem, o Ilhas Selvagens (Divoké ostrovy). Ostrovy byly dlouho v soukromém vlastnictví, ale roku 1971 je Portugalsko zakoupilo a vytvořilo zde přírodní rezervaci. Španělé si na ně ale činí nárok od roku 1911. Hlavním problémem není ani tak hodnota malých ostrůvků, jako spíše skutečnost, že značně rozšiřují výlučnou ekonomickou zónu Portugalska směrem na jih. Ostrovy jsou přitom blíže španělským Kanárským ostrovům (165 km) než portugalské Madeiře (280 km).

### Správní členění
Portugalsko se dělí do 18 distriktů v kontinentální části a dvou autonomních regionů (Azory a Madeira), které jsou dále děleny do 308 obcí (portugalsky „Município“ či „Concelho“) a 3092 farností („Freguesia“).
Po reformě územně-správního dělení v roce 2013 význam distriktů upadá na úkor nově vzniklých tzv. „meziokresních společenství“ a „metropolitních oblastí“. V kontinentálním Portugalsku existuje 21 meziokresních společenství a 2 metropolitní oblasti:
- Alentejo Central, Alentejo Litoral, Algarve, Alto Alentejo, Alto Minho, Alto Tâmega, Ave, Baixo Alentejo, Beira Baixa, Beiras e Serra da Estrela, Cávado, Douro, Lezíria do Tejo, Médio Tejo, Oeste, Região de Aveiro, Região de Coimbra, Região de Leiria, Tâmega e Sousa, Terras de Trás-os-Montes, Viseu Dão Lafões
- metropolitní oblast Lisabonu, metropolitní oblast Porta

## Ekonomika

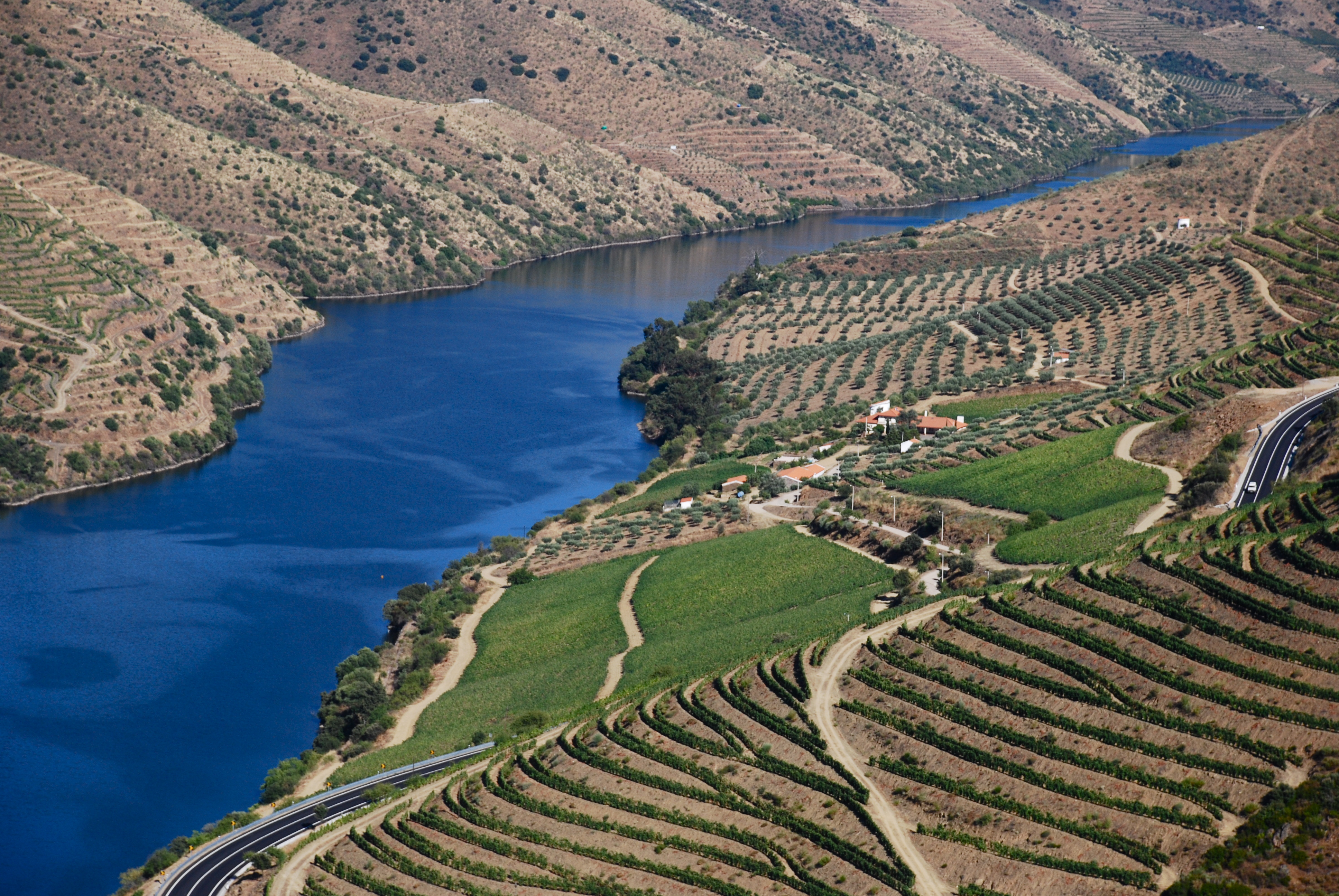
Vinice na kopcích u řeky Douro na severu země.

Portugalsko je zemědělský a také průmyslový stát se zásobami nerostných surovin. Vstupem do Evropské unie dosáhl stát značného rozmachu dříve stagnujícího hospodářství a přílivu investic ze zahraničí. Varující je však stále asi 5% negramotnost obyvatelstva a také rostoucí zadlužení Portugalska, které v roce 2019 dosáhlo 123 % HDP. Hlavní průmyslová odvětví jsou hutnictví, těžební, textilní, obuvnický, strojírenský, chemický a potravinářský průmysl. Těží se wolfram, cín, uran, černé uhlí, měď, stříbro, kaolin, sůl a mramor. Asi 75 % zahraniční výměny zboží této země probíhá s jinými členy EU. Země je závislá na dovozu ropy a zemního plynu. Nejdůležitější průmyslová střediska jsou Lisabon a Porto. Důležitým producentem elektrické energie jsou vodní elektrárny. V zemědělství převažuje rostlinná produkce. Orná půda zabírá 32 %, lesy 36 % a louky a pastviny 11 % plochy státu. Významná je těžba dřeva a korku. Portugalsko je největším producentem korku na světě – 180 000 tun ročně. Pěstuje se pšenice, kukuřice, rýže, oves, brambory, cukrová řepa, olivy, ovoce (zejména vinná réva a subtropické ovoce) a zelenina. Probíhá chov skotu, prasat, ovcí, koz, drůbeže, oslů a mul. Významná je i produkce rybích výrobků (například rybí konzervy a rybí moučka). Výrazné příjmy pocházejí z cestovního ruchu. Nejatraktivnější turistická střediska jsou Lisabon, Porto, Coimbra, pobřeží Algarve, ostrovy Madeira a Azory. Portugalsko navštíví ročně cca 20 milionů turistů.

### Obnovitelné zdroje energie
Portugalsko v roce 2016 používalo ve 4 po sobě jdoucích dnech (7.5.2016 6:45h – 11.5.2016 17:45h) elektřinu pouze z nefosilních zdrojů, tedy ze solárních, vodních a větrných elektráren.

### Doprava

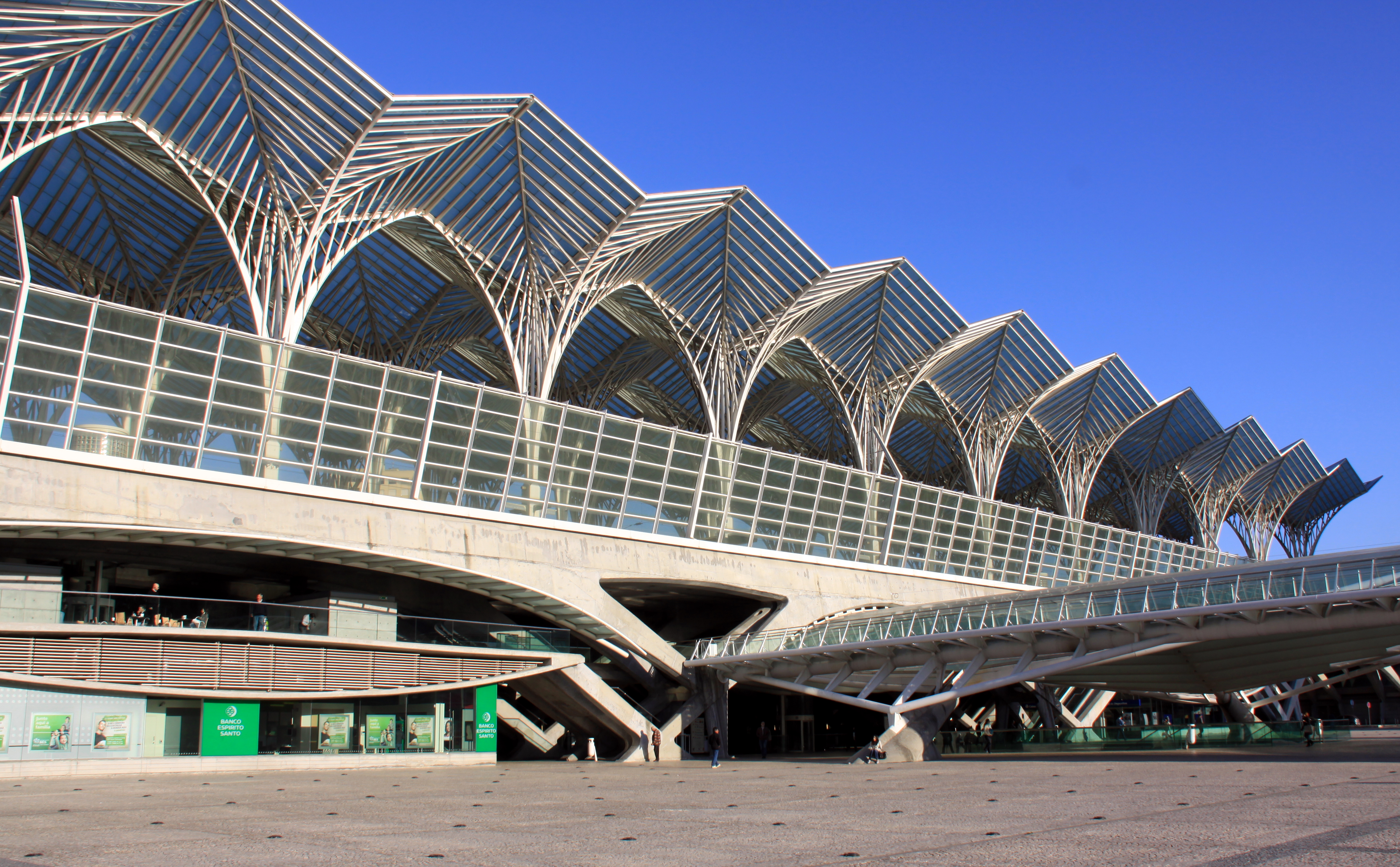
Intermodální stanice nádraží Oriente v Lisabonu. Architektem byl Santiago Calatrava

Pro svou periferní a přímořskou polohu se Portugalsko po staletí orientovalo na námořní dopravu a méně na pozemní infrastrukturu. Velké přístavy fungují v Lisabonu a Leixões; námořní doprava je také životně důležitá pro Madeiru a Azory.
V 90. letech a na počátku 21. století proběhly poměrně velké investice do silniční a dálniční sítě, na jejíž většině se v současnosti vybírá mýtné. Součástí těchto investic byl i Most Vasca da Gamy (nejdelší most v Evropské unii) nebo lisabonské nádraží Oriente, které dodaly lesk výstavě Expo 98. Byla také zrychlena železniční magistrála Lisabon – Porto. Velikášské plány na vysokorychlostní propojení se španělskou sítí AVE se zpožďují mimo jiné následkem ekonomické krize.
Správcem železniční infrastruktury je REFER; aktuálně je v provozu 2843 km železničních tratí. Hlavním železničním podnikem jsou Comboios de Portugal, které ročně přepraví okolo 130 milionů cestujících (zhruba o třetinu méně než ČD ve srovnatelně lidnatém Česku).[zdroj?] Hojně jsou využívány zejména příměstské vlaky v aglomeracích Porta a Lisabonu. Tato dvě města provozují také metro; lisabonské je klasické, portské je z velké části nadzemní a připomíná tramvajovou rychlodráhu.
Zajímavostí je také malebná tramvajová doprava v Lisabonu a lanovky v Lisabonu, Braze, Coimbře i jinde.

## Obyvatelstvo

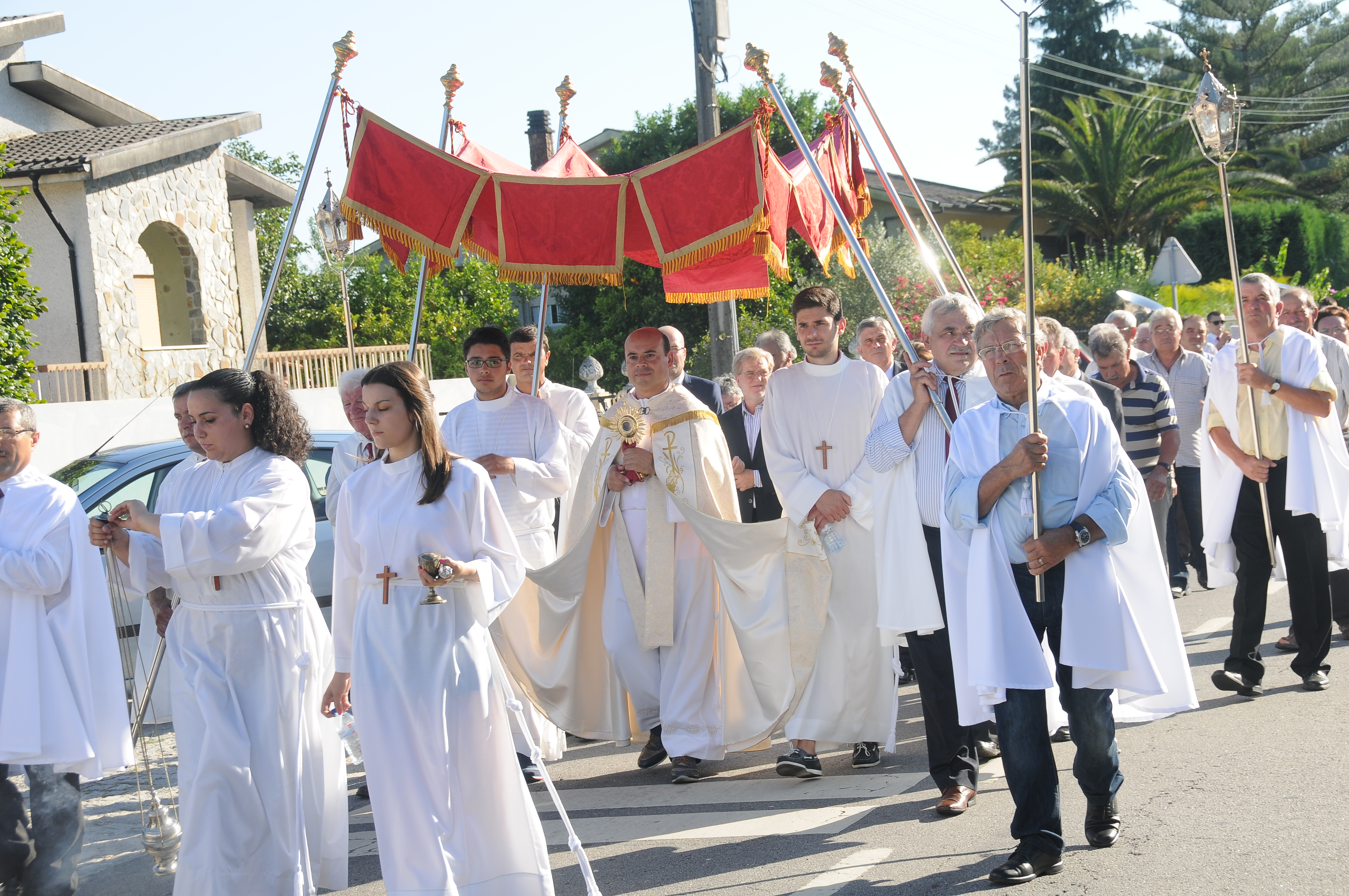
Katolické procesí v Portugalsku

Podle sčítání v roce 2011 mělo Portugalsko 10 562 178 obyvatel (z toho 52 % žen, 48 % mužů). V roce 2019 se podle aktuálních údajů počet obyvatel snížil na 10 295 909, i když ve srovnání s rokem 2018 to byl nárůst. Tato populace byla po většinu své historie relativně homogenní: k této etnické a národní jednotě přispělo jediné náboženství (římský katolicismus) a jeden jazyk.
Domorodí Portugalci jsou iberskou etnickou skupinou a tvoří 95 % celé populace, jejíž původ je velmi podobný Španělům a mají silné vazby s ostatními zeměmi atlantického oblouku, jako Irsko, Britské ostrovy, Francie a Belgie, díky námořnímu obchodu datovanému již v době bronzové. Tyto námořní kontakty a převaha haploskupiny R1b jako hlavního genetického markeru těchto zemí naznačují společný původ a kulturní blízkost. Další námořní kontakty se Středozemním mořem, zejména s Řeky, Féničany, Římany a Maury, přidaly některé zvláštní fenotypy v jižním Portugalsku a zejména v jižním Španělsku (kultura Tartessů), což z Portugalska a severozápadního Španělska dělá most mezi severozápadní Evropou a Středozemím, ale zachovává atlantický charakter.
Celková míra plodnosti (TFR) byla v roce 2015 odhadována na 1,52 narozených dětí na ženu, což je jedno z nejnižších čísel na světě, což je pod mírou zachování populace 2,1 a zůstává výrazně pod maximem 5,02 narozených dětí na ženu v roce 1911. V roce 2016 se 52,8 % dětí narodilo nesezdaným ženám. Stejně jako většina západních zemí se i Portugalsko musí vypořádat s nízkou úrovní plodnosti: tato země od 80. let 20. století zaznamenala dílčí náhradu plodnosti. Portugalsko má 17. nejstarší populaci na světě s průměrným věkem 43,7 roku.
V roce 2017 mělo v Portugalsku legální pobyt více než 400 000 přistěhovalců a jejich potomků, především Afričané z bývalých kolonií, ale také Rumuni, Ukrajinci nebo Brazilci. Početná portugalská diaspora žije v Brazílii, USA, Francii a v dalších zemích Evropy a Latinské Ameriky.
Velké potíže činila hlavně v minulosti negramotnost, která se i dnes pohybuje kolem 5 %, což je jedno z nejvyšších čísel v EU. Portugalsko v posledních letech bojuje s velmi nízkou porodností.

### Jazyk
Portugalština je úředním jazykem Portugalska. Jedná se o románský jazyk, který je odvozen z galicijsko-portugalských jazyků, kterým se mluvilo v dnešní Galicii a severním Portugalsku. Mezi galicijskou a portugalskou kulturou stále existuje mnoho podobností a Galicie je pozorovatelem Společenství portugalsky mluvících zemí.
Portugalský jazyk je odvozen z latiny, kterou používaly romanizované předřímské národy Pyrenejského poloostrova asi před 2000 lety – zejména Keltové, Conii, Lusitanové a Turdulové.

### Náboženství
| Náboženství v Portugalsku (sčítání 2011) | Náboženství v Portugalsku (sčítání 2011) | Náboženství v Portugalsku (sčítání 2011) | Náboženství v Portugalsku (sčítání 2011) | Náboženství v Portugalsku (sčítání 2011) |
| ---------------------------------------- | ---------------------------------------- | ---------------------------------------- | ---------------------------------------- | ---------------------------------------- |
|                                          |                                          |                                          |                                          |                                          |
| Římskokatolická církev                   | Římskokatolická církev                   |                                          | 81,0 %                                   | 81,0 %                                   |
| Ostatní křesťanství                      | Ostatní křesťanství                      |                                          | 3,3 %                                    | 3,3 %                                    |
| Ostatní                                  | Ostatní                                  |                                          | 0,6 %                                    | 0,6 %                                    |
| Bez vyznání                              | Bez vyznání                              |                                          | 6,8 %                                    | 6,8 %                                    |
| Nedeklarováno                            | Nedeklarováno                            |                                          | 8,3 %                                    | 8,3 %                                    |

Asi 81% Portugalců se hlásí k římskokatolické církvi. Katolická církev si udržuje poměrně silný vliv na obyvatelstvo hlavně v severní části státu a na venkově. V zemi se nacházejí významné katolické školy a světoznámé poutní místo Fatima. Dále je zde menší počet protestantů, Svatých posledních dnů, muslimů, hinduistů, sikhů, pravoslavných, svědků Jehovových, vyznavačů Bahá’í, buddhistů, židů a spiritistů. Vlivy afrického tradičního náboženství a čínského tradičního náboženství pociťuje také mnoho lidí, zejména v oblastech souvisejících s tradiční čínskou medicínou a tradiční africkou bylinnou medicínou. Asi 6,8 % populace se prohlásilo za nevěřící a 8,3 % neposkytlo žádnou odpověď ohledně svého náboženství.

## Kultura

### Architektura

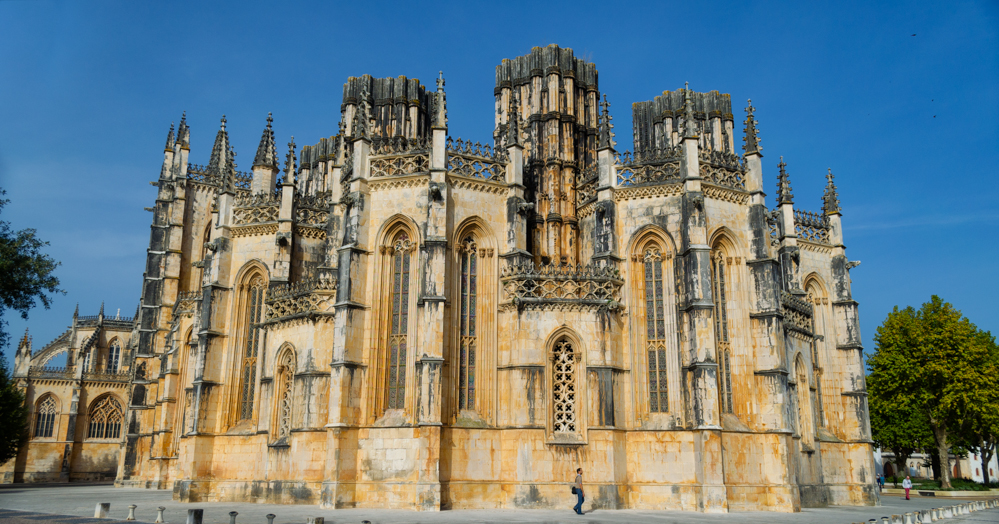
Klášter Batalha

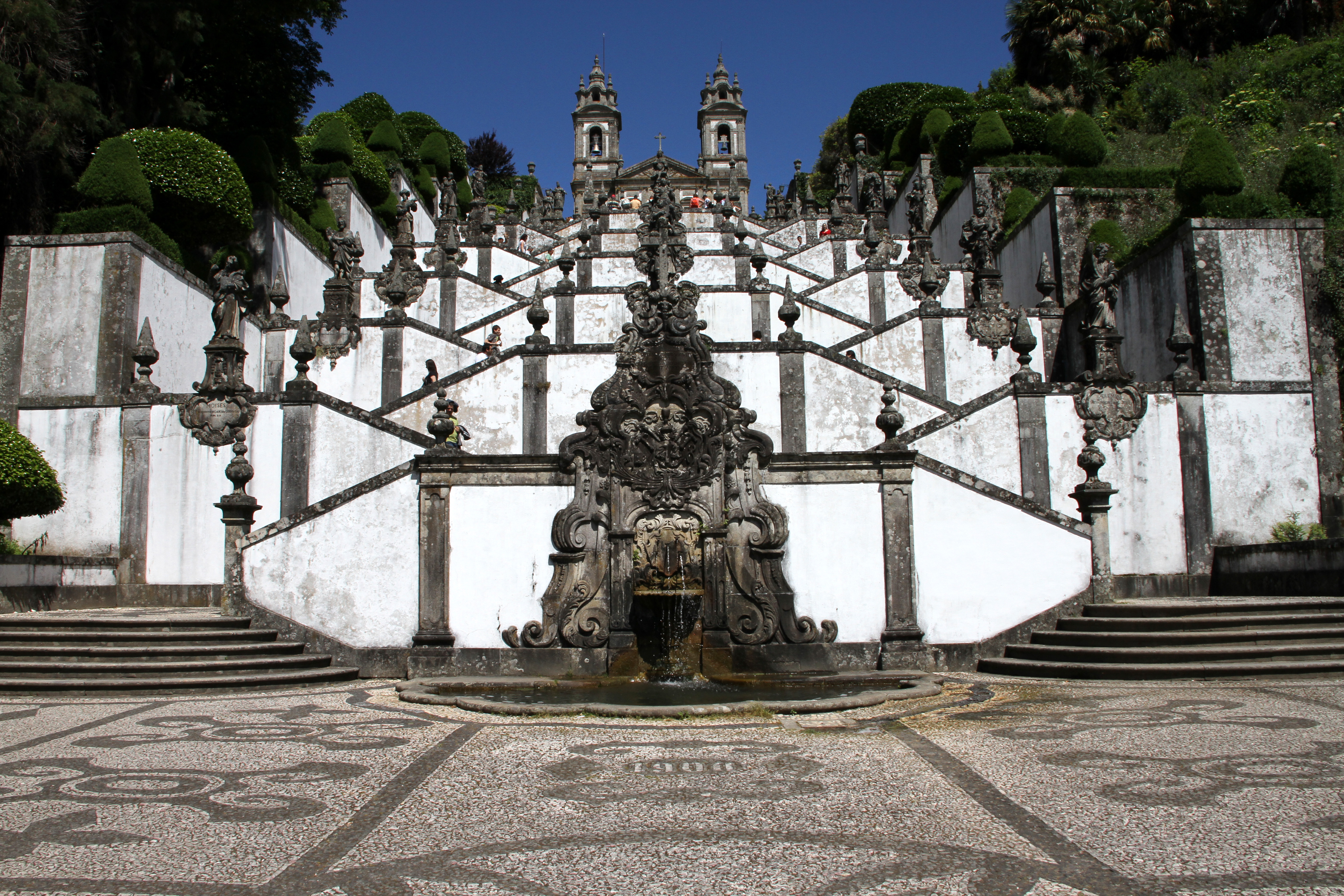
Bom Jesus do Monte

V průběhu posledních 3000 let se v Portugalsku vystřídalo mnoho civilizací. Své stopy zde zanechala fénická, řecká, keltská, kartaginská, římská i arabská kultura.
Výrazný „portugalský architektonický styl“ pozdní gotiky, který je spjat s námořními objevy a s bohatstvím plynoucím z dovozu zámořských produktů, tzv. manuelino (manuelský styl), byl v 19. století nazván národním stylem. Významné manuelské stavby se nacházejí nejen v samotném Portugalsku, ale i na Madeiře, na Azorách, v Maroku, v Mosambiku, v Hormuzu či v indické Goe. 
Řada historických staveb byla zapsána na seznam kulturního světového dědictví UNESCO: klášter Řádu Kristova v Tomaru, klášter Alcobaça, klášter Batalha, klášter jeronymitů, barokní palácový komplex Mafra, chrám Bom Jesus do Monte a Belémská věž v Lisabonu.

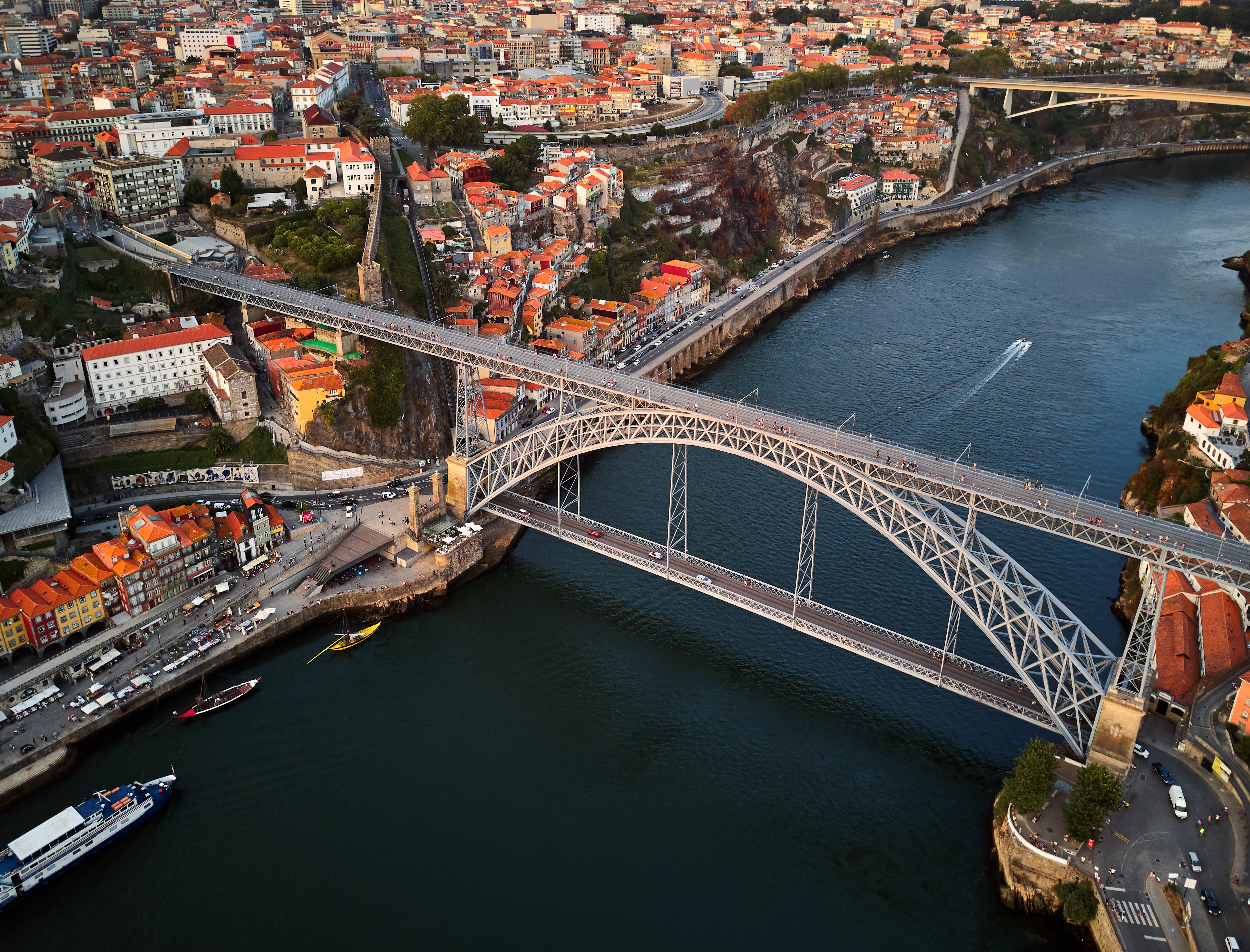
Most Ludvíka I.

Vedle toho se v Portugalsku nachází řada dalších památek. Z neolitické doby pochází megalitický komplex Almendres. Z chalkolitu naleziště Castro do Zambujal. Z památek antických je to především římský chrám v Évoře. K nejzachovalejším středověkým hradům patří Silves, Óbidos, Marvão, Almourol, Guimarães, Hrad svatého Jiří v Lisabonu nebo Maurský hrad v Sintře. Nejzachovalejší středověkou královskou rezidencí je palác Sintra. Ze sakrálních staveb jsou to především románské katedrály v Lisabonu, Portu a v Braze, gotická katedrála v Guardě či velkolepé barokní chrámy jako Bazilika Estrela, kostel sv. Engrácie nebo věž Clérigos. Historismus 19. století zanechal stopu zejména palácem Pena v Sintře. Z moderní architektury vyčnívají mostní díla jako Most Ludvíka I., Eiffellův Most Marie Pii nebo Most 25. dubna.
Významnými architekty byli Álvaro Siza Vieira a Eduardo Souto de Moura, oba jsou držiteli prestižní Pritzkerovy ceny.

### Literatura

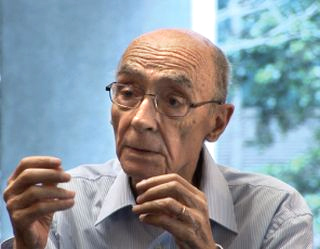
José Saramago

### Hudba

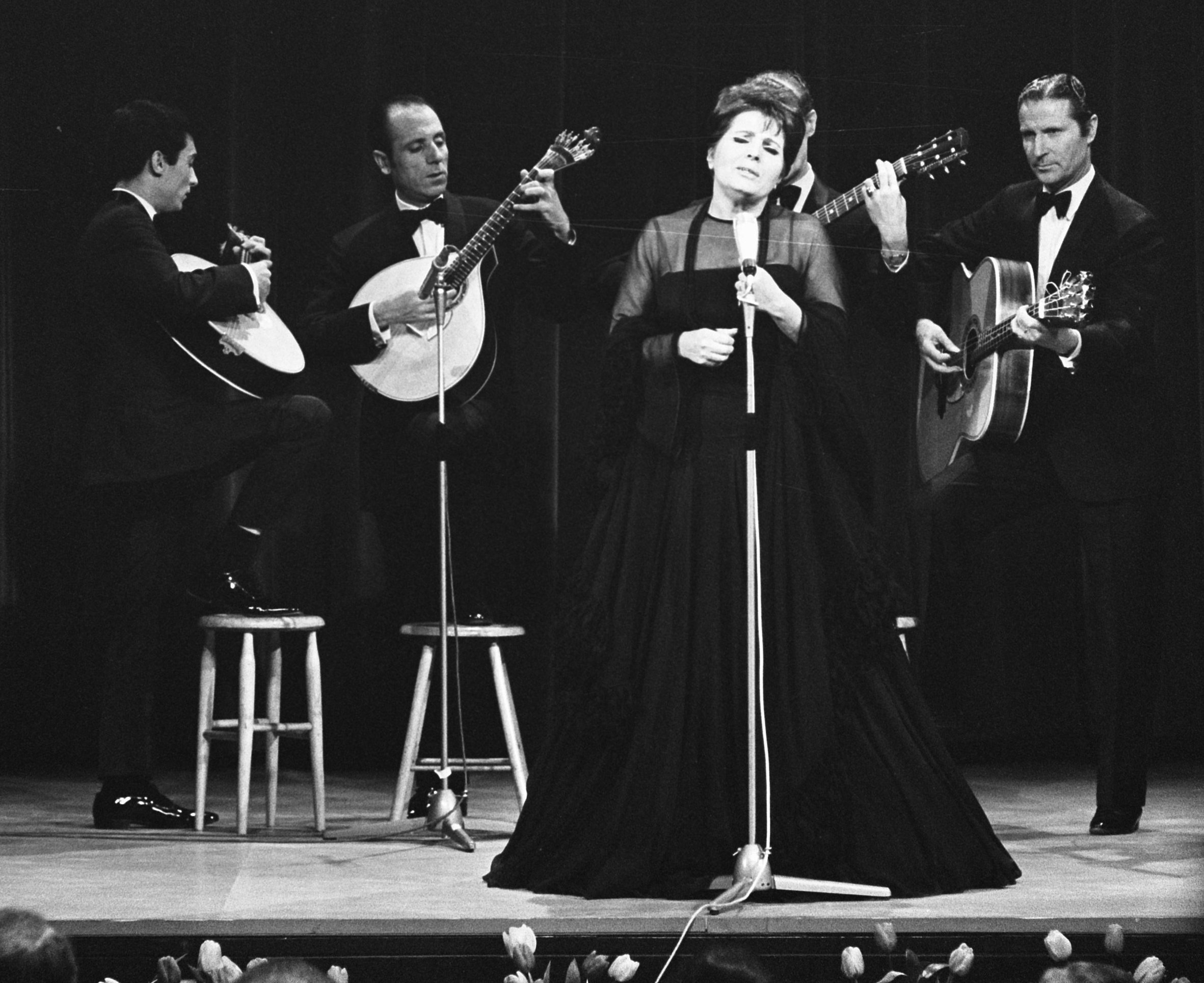
Amália Rodriguesová

Tak jako Španělé flamenco či Francouzi šanson, i Portugalci rozvinuli svůj osobitý národní hudební styl zvaný fado. Jeho klasickou a asi nejslavnější představitelkou byla Amália Rodriguesová. Dnes styl fado reprezentuje například zpěvák Carlos do Carmo, zpěvačky Dulce Pontes, Mariza a Ana Moura, nebo skupina Madredeus. 
Legendou portugalského folku je Zeca Afonso. Jako koncertní klavíristka se proslavila Maria João Piresová, ze skladatelů vážné hudby zejména José Vianna da Motta a Carlos Seixas. V metalu se prosadila skupina Moonspell. V americké kapele Extreme se jako zpěvák a kytarista uplatnil Nuno Bettencourt. Salvador Sobral v roce 2017 vyhrál populární soutěž Eurovision Song Contest.

### Výtvarné umění a film

Nuno Gonçalves: Sv. Vincent

K renesanční malířským mistrům patřil Nuno Gonçalves. Výtvarný výraz vrcholné barokní éře portugalského impéria dávala například malířka Josefa de Óbidos. Průkopníkem moderního malířství v Portugalsku byl na začátku 20. století Amadeo de Souza-Cardoso. K experimentům výtvarné avantgardy přispěla jiná žena – Maria Helena Vieira da Silva. Z žijících autorů je ceněno zejména dílo Pauly Rego.

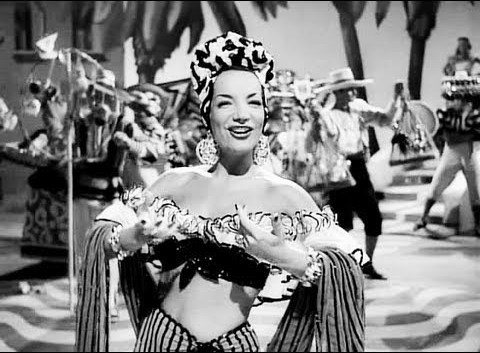
Carmen Miranda

Nejvýznamnější výstavními prostory jsou Národní muzeum starého umění v Lisabonu, které se zaměřuje se na portugalské a evropské umění od středověku do raného 19. století, a Muzeum Calousta Gulbenkiana tamtéž, vystavující díla antického a orientálního umění, základem jehož sbírek je kolekce arménského podnikatele a sběratele Calousta Gulbenkiana.
Nejvýznamnějším portugalským filmovým režisérem je Manoel de Oliveira. V Hollywoodu se ve 30.–50. letech prosadila herečka a tanečnice Carmen Miranda. K mezinárodně úspěšným herečkám dnes patří Maria de Medeiros, známá třeba z filmu Quentina Tarantina Pulp fiction, nebo Lúcia Monizová, již proslavil film Láska nebeská. Z mužských herců je to např. Joaquim de Almeida.

### Kuchyně

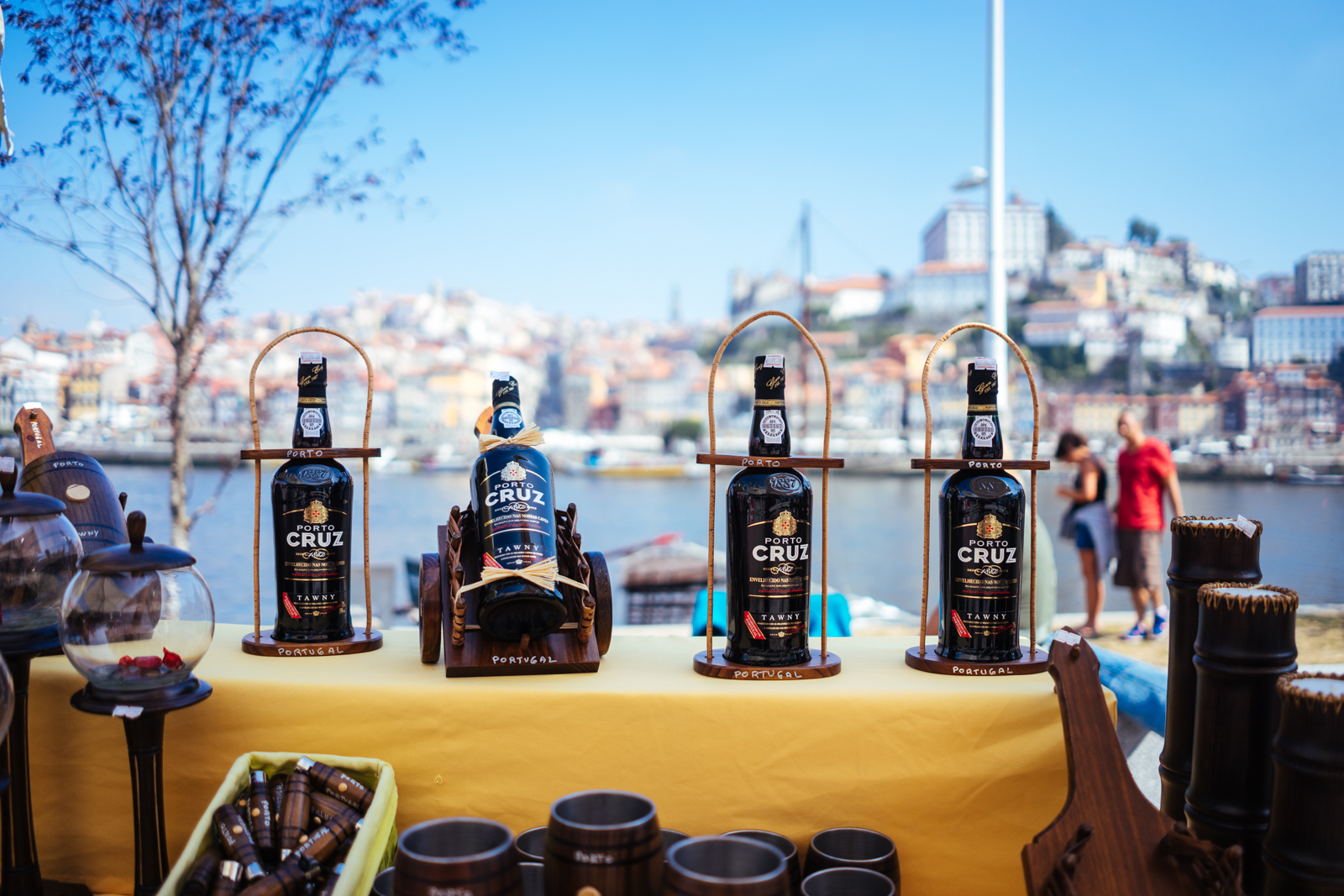
Portské víno

Portugalci jsou největšími konzumenty ryb a mořských plodů v Evropské unii (na jednoho obyvatele). Jsou dokonce 3.–4. na světě (po Japonsku a Islandu). Nejčastěji mají na talíři tresku, často v úpravě zvané bacalhau, kdy je treska sušená a nasolená (tato úprava má námořnické kořeny). Podobně kralují mezi Evropany ve spotřebě rýže.
Nejpopulárnějším zákuskem je pastel de nata (též zvaný pastel de Belém), jde o pudinkové koláčky posypané skořicí.
Asi nejslavnějším gastronomickým produktem z Portugalska je portské víno, dolihované víno z vinic v údolích podél řeky Douro v severní části Portugalska. Jeho výroba začala roku 1670. Známá je ale i odrůda Vinho Verde ze severozápadu Portugalska, z oblasti, jejíž tradiční jméno zní Entre-Douro-e-Minho, a mnohé jiné. První zmínky o portugalském vínu pocházejí již z roku 600 př. n. l. První podnože odrůd vinné révy přivezli do Portugalska Féničané.

### Věda

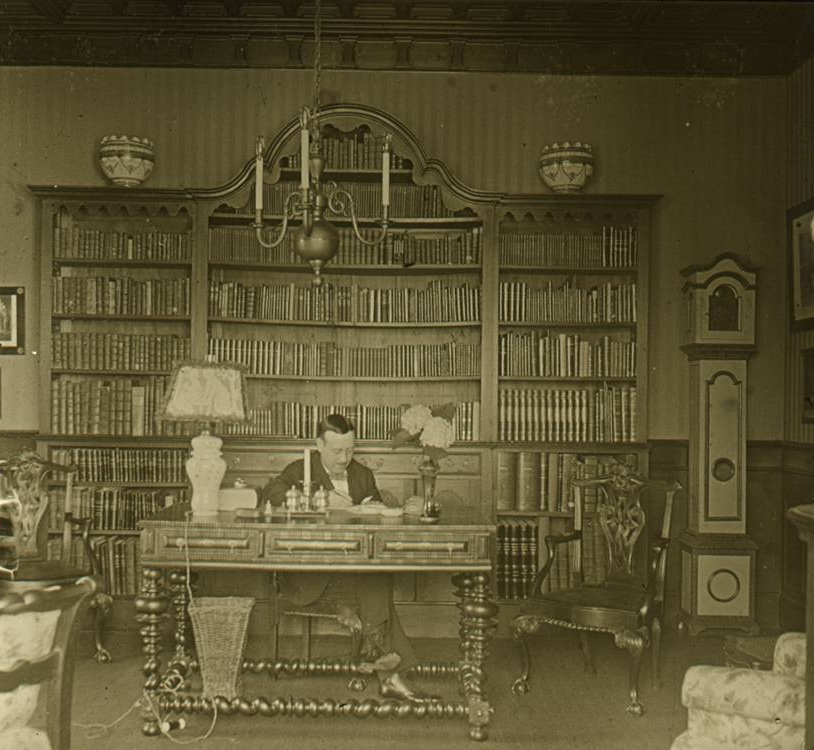
António Egas Moniz v pracovně

Neurolog António Egas Moniz roku 1949 získal Nobelovu cenu za fyziologii, a to za průkopnictví v oblasti cerebrální angiografie. Je dosud jediným Portugalcem, který získal Nobelovu cenu za vědu. Jedním z nejvýznamnějších matematiků 16. století byl Pedro Nunes. Ve stejné epoše židovský lékař Garcia de Orta jako první vědeckým způsobem popsal choleru. K významným současným badatelům patří neurovědec António Damasio.

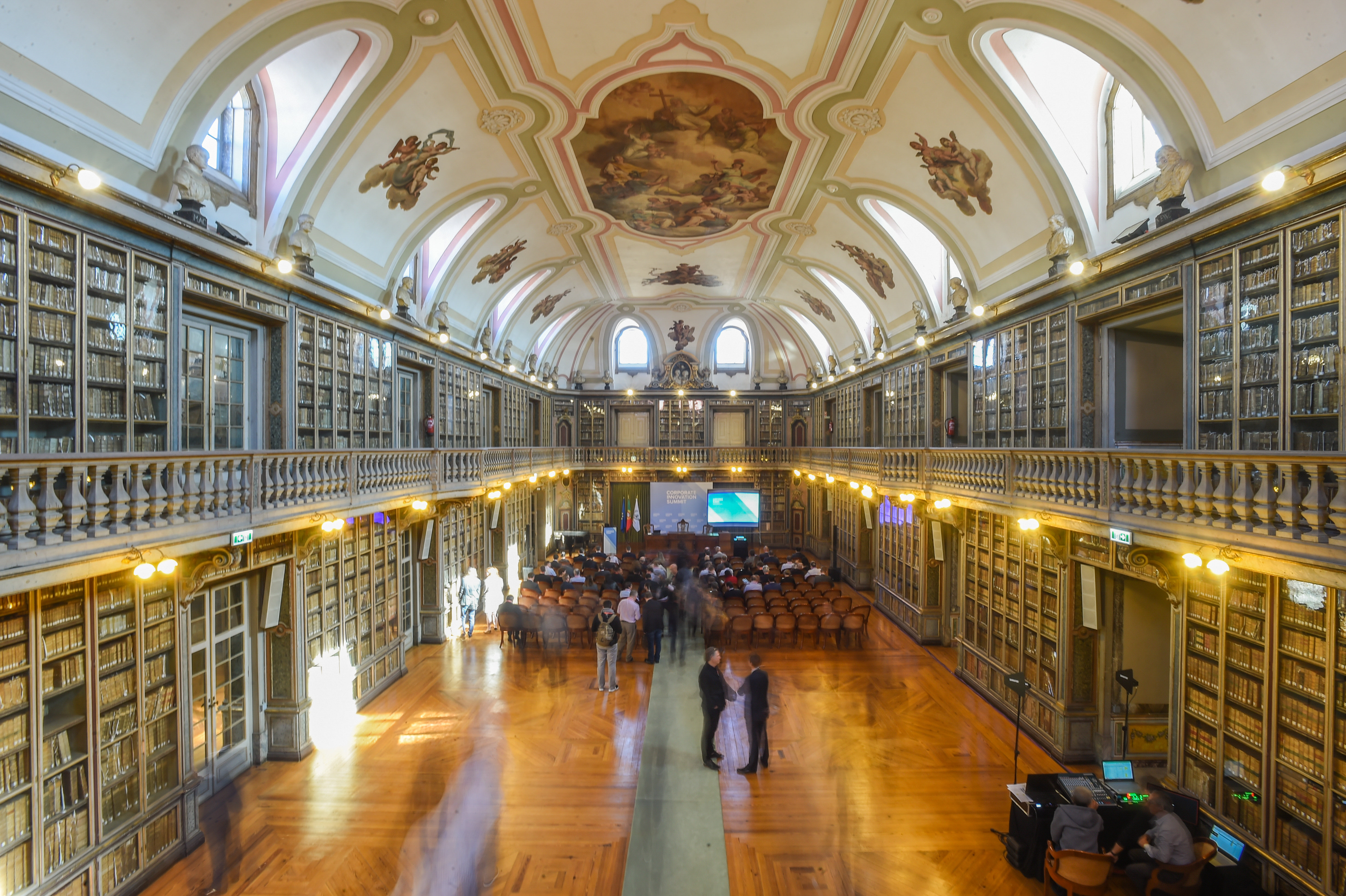
Knihovna Akademie věd

V Braze se narodil Pavel Orosius, raný křesťanský teolog. V Lisabonu se narodil významný židovský myslitel Izák Abrabanel, jeho syn Jehuda ben Jicchak Abravanel se věnoval rovněž filozofii a ovlivnil silně například Barucha Spinozu. João de Barros ve svém spise Decadas da Asia shromáždil obrovské množství historického a geografického materiálu o zemích kolonizovaných Portugalci. Filozof 16. století Uriel da Costa proslul jako obhájce svobody myšlení a kritik náboženství.
Nejstarší portugalská univerzita byla založena roku 1290 v Lisabonu, avšak byla časem přemístěna do Coimbry. Historický areál univerzity byl v roce 2013 zapsán na seznam kulturního světového dědictví UNESCO. Největší vysokou školou je dnes Univerzita v Lisabonu. Již roku 1779 byla založena Lisabonská akademie věd a stala se tak jednou z nejstarších učených společností v Evropě.

### Sport

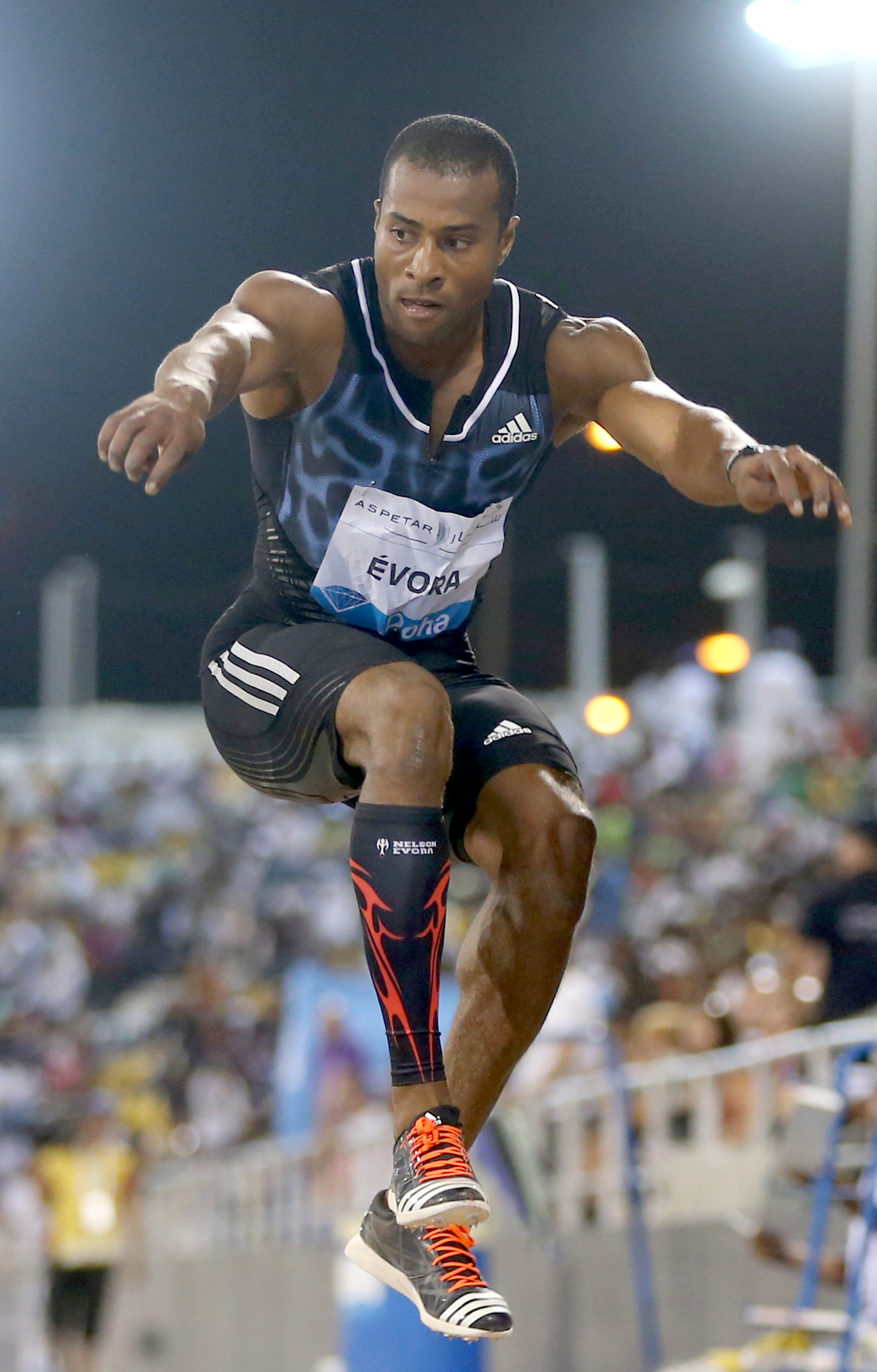
Nelson Évora

Portugalsko vybojovalo dosud šest zlatých olympijských medailí, většinu v atletice. Carlos Lopes roku 1984 v maratonu, Rosa Motaová roku 1988 ve stejné disciplíně, Fernanda Ribeirová roku 1996 v běhu žen na 10 000 metrů, Nelson Évora roku 2008 v trojskoku a v roce 2021 triumfoval další trojskokan, naturalizovaný Kubánec Pedro Pichardo. Šesté zlato, první neatletické, přidali v Paříži roku 2024 dráhoví cyklisté Iúri Leitão a Rui Oliveira v disciplíně madison. Rui Costa je mistrem světa v cyklistice. Jen malý zájem ovšem vyvolávají zimní sporty, k nimž nejsou v Portugalsku vhodné podmínky. Na zimní olympijské hry dosud Portugalsko vyslalo za celou jejich historii jen patnáct sportovců.

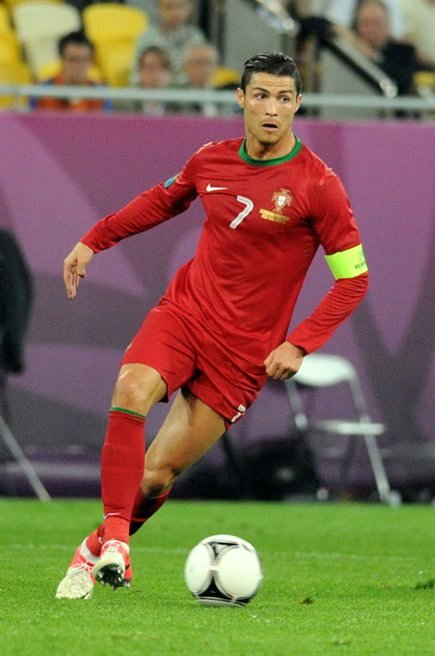
Cristiano Ronaldo

Basketbalistka Ticha Penicheirová byla vybrána mezi 15 nejlepších hráček americké WNBA všech dob. Na okruhu Circuito do Estoril se v letech 1984–1996 jezdily závody Formule 1 (Grand Prix Portugalska). Ty se do Portugalska vrátily v roce 2020, ovšem již na nově postavený Algarve International Circuit. Nejúspěšnějším portugalským pilotem ve Formuli 1 je Tiago Monteiro. V Portugalsku se narodil i Gaius Appuleius Diocles, jezdec závodů koňských spřežení, nejlépe placený sportovec antického světa, ba všech dob.
K Portugalsku neodmyslitelně patří fotbal. Nejslavnější hráči byli Eusébio (Zlatý míč 1965), Luís Figo (Zlatý míč 2000) a Cristiano Ronaldo (Zlatý míč 2008, 2013, 2014, 2016, 2017). Vysoký kredit si drží i trenér José Mourinho. Portugalská fotbalová reprezentace dosáhla největšího úspěchu v roce 2016, když vyhrála mistrovství Evropy. V roce 2004 na tomto turnaji brala stříbro, v roce 1966 pak dosáhla nejlepšího umístění na šampionátu světovém, když obsadila třetí příčku. Velmi úspěšní jsou Portugalci rovněž na klubové úrovni, Benfica Lisabon, Sporting Lisabon a FC Porto, tři kluby často nazývané os três grandes („velká trojka“), vybojovaly řadu evropských klubových trofejí. Benfica i Porto dvakrát vyhrály Ligu mistrů, Porto k tomu dvakrát Evropskou ligu, Sporting jednou Pohár vítězů pohárů. V Portugalsku se od roku 1994 koná každoročně Algarve Cup, jeden z nejvýznamnějších turnajů ženského fotbalu.

Země hostila Euro 2004. Kvůli šampionátu bylo přestavěno či nově postaveno 10 moderních stadionů.
| Faro-Loulé                         | Coimbra                                       | Guimarães                                    | Lisabon                                      | Porto                                        |
| ---------------------------------- | --------------------------------------------- | -------------------------------------------- | -------------------------------------------- | -------------------------------------------- |
| Estádio Algarve Kapacita: 30 000   | Estádio Cidade de Coimbra Kapacita: 30 000    | Estádio D. Afonso Henriques Kapacita: 30 000 | Estádio da Luz Kapacita: 65 400              | Estádio do Bessa Século XXI Kapacita: 30 000 |
|                                    |                                               |                                              |                                              |                                              |
| Porto                              | Leiria                                        | Lisabon                                      | Aveiro                                       | Braga                                        |
| Estádio do Dragão Kapacita: 50 000 | Estádio Dr. Magalhães Pessoa Kapacita: 30 000 | Estádio José Alvalade Kapacita: 50 000       | Estádio Municipal de Aveiro Kapacita: 30 000 | Estádio Municipal de Braga Kapacita: 30 000  |
|                                    |                                               |                                              |                                              |                                              |